# Bahnstrecke Jülich–Düren
| |                      |                                                        |                                                        |
| Streckennummer (DB): | 9304                 |                                                        |                                                        |
| Kursbuchstrecke: | 245g (1946)          |                                                        |                                                        |
| Streckenlänge: | 15,4 km              |                                                        |                                                        |
| Spurweite: | 1435 mm (Normalspur) |                                                        |                                                        |
| Streckenklasse: | nicht klassifiziert  |                                                        |                                                        |
| Maximale Neigung: | 10,3 ‰               |                                                        |                                                        |
| Minimaler Radius: | 280 m                |                                                        |                                                        |
| Streckengeschwindigkeit: | 80 km/h              |                                                        |                                                        |
| Zweigleisigkeit: | –                    |                                                        |                                                        |
| |                      |                                                        |                                                        |
| \| \| \| Strecke von Linnich \| \| \| \| \| ehem. Strecke von Mönchengladbach \| \| \| \| 0,0 \| Jülich \| Jülich \| \| \| \| \| \| \| \| \| zur Jülicher Kreisbahn, ehem. Strecke nach Aachen Nord \| \| \| \| \| \| \| \| \| \| ehem. Strecke nach Stolberg \| \| \| \| 1,5 \| Jülich Vorbahnhof \| Jülich Vorbahnhof \| \| \| \| L 253 \| \| \| \| 2,8 \| Mechatronikzentrum (ehem. AW Jülich) \| Mechatronikzentrum (ehem. AW Jülich) \| \| \| 3,1 \| Jülich Forschungszentrum \| Jülich Forschungszentrum \| \| \| 3,4 \| Jülich Forschungszentrum (Awanst) \| Jülich Forschungszentrum (Awanst) \| \| \| 4,5 \| Jülich-Selgersdorf \| Jülich-Selgersdorf \| \| \| 6,2 \| Krauthausen \| Krauthausen \| \| \| 6,5 \| Niederzier-Krauthausen \| Niederzier-Krauthausen \| \| \| 8,0 \| Selhausen \| Selhausen \| \| \| 9,8 \| Huchem-Stammeln \| Huchem-Stammeln \| \| \| 11,2 \| A 4 \| A 4 \| \| \| 12,4 \| Düren Im Großen Tal \| Düren Im Großen Tal \| \| \| \| ehem. Strecke Schneidhausen–Distelrath \| \| \| \| \| B 56 \| \| \| \| \| SFS und S-Bahn von Köln \| \| \| \| \| Bördebahn von Euskirchen \| \| \| \| \| Übergang DB Netz/Rurtalbahn \| \| \| \| \| ehem. Strecke von Distelrath \| \| \| \| 15,4 \| Düren Nord (Rurtalbahn), Beschilderung „Düren“ \| Düren Nord (Rurtalbahn), Beschilderung „Düren“ \| \| \| \| Düren (DB Netz) \| \| \| \| \| (Streckenausbau geplant) \| \| \| \| \| Strecke nach Aachen \| \| \| \| \| Rurtalbahn nach Heimbach \| \| \| \| \| \| \| \| Quellen: [1][2][3][4] \| \| \| \| |                      |                                                        |                                                        |
| Strecke |                      | Strecke von Linnich                                    | Strecke von Linnich                                    |
| Abzweig geradeaus und ehemals von links |                      | ehem. Strecke von Mönchengladbach                      | ehem. Strecke von Mönchengladbach                      |
| Bahnhof | 0,0                  | Jülich                                                 | Jülich                                                 |
| |                      |                                                        |                                                        |
| Abzweig geradeaus und nach rechts |                      | zur Jülicher Kreisbahn, ehem. Strecke nach Aachen Nord | zur Jülicher Kreisbahn, ehem. Strecke nach Aachen Nord |
| |                      |                                                        |                                                        |
| Abzweig geradeaus und ehemals nach rechts |                      | ehem. Strecke nach Stolberg                            | ehem. Strecke nach Stolberg                            |
| ehemalige Blockstelle | 1,5                  | Jülich Vorbahnhof                                      | Jülich Vorbahnhof                                      |
| Strecke mit Straßenbrücke |                      | L 253                                                  | L 253                                                  |
| Abzweig geradeaus und nach links | 2,8                  | Mechatronikzentrum (ehem. AW Jülich)                   | Mechatronikzentrum (ehem. AW Jülich)                   |
| Haltepunkt / Haltestelle | 3,1                  | Jülich Forschungszentrum                               | Jülich Forschungszentrum                               |
| Blockstelle | 3,4                  | Jülich Forschungszentrum (Awanst)                      | Jülich Forschungszentrum (Awanst)                      |
| Haltepunkt / Haltestelle | 4,5                  | Jülich-Selgersdorf                                     | Jülich-Selgersdorf                                     |
| Bahnhof | 6,2                  | Krauthausen                                            | Krauthausen                                            |
| ehemaliger Bahnhof | 6,5                  | Niederzier-Krauthausen                                 | Niederzier-Krauthausen                                 |
| Haltepunkt / Haltestelle | 8,0                  | Selhausen                                              | Selhausen                                              |
| Bahnhof | 9,8                  | Huchem-Stammeln                                        | Huchem-Stammeln                                        |
| Brücke | 11,2                 | A 4                                                    | A 4                                                    |
| Haltepunkt / Haltestelle | 12,4                 | Düren Im Großen Tal                                    | Düren Im Großen Tal                                    |
| Kreuzung geradeaus unten (Querstrecke außer Betrieb) |                      | ehem. Strecke Schneidhausen–Distelrath                 | ehem. Strecke Schneidhausen–Distelrath                 |
| Strecke mit Straßenbrücke |                      | B 56                                                   | B 56                                                   |
| Verschwenkung nach rechts · Strecke nach halbrechts und von links |                      | SFS und S-Bahn von Köln                                | SFS und S-Bahn von Köln                                |
| Strecke · Abzweig geradeaus und von links |                      | Bördebahn von Euskirchen                               | Bördebahn von Euskirchen                               |
| Abzweig geradeaus und von links · Abzweig geradeaus und nach rechts |                      | Übergang DB Netz/Rurtalbahn                            | Übergang DB Netz/Rurtalbahn                            |
| Strecke · Abzweig geradeaus und ehemals von links |                      | ehem. Strecke von Distelrath                           | ehem. Strecke von Distelrath                           |
| Kopfbahnhof Strecke ab hier außer Betrieb · Strecke | 15,4                 | Düren Nord (Rurtalbahn), Beschilderung „Düren“         | Düren Nord (Rurtalbahn), Beschilderung „Düren“         |
| Strecke (außer Betrieb) · Bahnhof mit S-Bahn-Halt |                      | Düren (DB Netz)                                        | Düren (DB Netz)                                        |
| Verschwenkung nach links (Strecke außer Betrieb) · Verschwenkung nach rechts |                      | (Streckenausbau geplant)                               | (Streckenausbau geplant)                               |
| Abzweig geradeaus und nach rechts |                      | Strecke nach Aachen                                    | Strecke nach Aachen                                    |
| Strecke |                      | Rurtalbahn nach Heimbach                               | Rurtalbahn nach Heimbach                               |
| |                      |                                                        |                                                        |
| Quellen: |                      |                                                        |                                                        |

Die Bahnstrecke Jülich–Düren erschließt den Jülicher Börderaum und bildet im Schienenpersonenverkehr die aufkommensstärkste Nord-Süd-Verbindung im gesamten Kreis Düren. Sie verbindet den ehemals bedeutenden Nebenbahnknoten Jülich mit der Kreisstadt Düren an der Hauptstrecke Köln – Aachen.
Von stetigem Niedergang in den 1970er Jahren gekennzeichnet, war sie von 1983 an die letzte von Jülich ausgehende Bahnstrecke, die noch (spärlichen) Personenverkehr aufwies und einer scheinbar sicheren Stilllegung entgegensah. Stattdessen übernahm jedoch 1993 kurz vor der Bahnreform die Dürener Kreisbahn die Strecke, erneuerte Fahrzeuge und Infrastruktur, führte Taktfahrpläne mit zunehmender Dichte ein und stimmte das an die Bahn anschließende Busangebot hinsichtlich Fahrplänen und Tarifen auf die Schienenstrecke ab. Hierdurch haben sich die Fahrgastzahlen vervielfacht, so dass die Strecke heute bundesweit als Musterbeispiel einer gelungenen Regionalisierung gilt.

## Geschichte

### Bau der Strecke
Der Bau der Nebenbahnen Jülich – Düren, Jülich – Stolberg und Jülich – Mönchengladbach durch die Bergisch-Märkische Eisenbahn-Gesellschaft (BME) begann noch im Kriegsjahr 1870. Der erste Zug erreichte Jülich am 20. Juli 1873 von Düren aus, da diese Strecke als kürzeste auch als erste fertiggestellt werden konnte. Die offizielle Eröffnung fand gleichzeitig mit der Strecke von Mönchengladbach über Jülich nach Stolberg am 1. Oktober 1873 statt.
Zusammen mit der von der Aachen-Düsseldorf-Ruhrorter Eisenbahn-Gesellschaft übernommenen Bahnstrecke Aachen–Mönchengladbach hatte die BME damit drei Bahnhöfe (Düren, Stolberg und Aachen Marschiertor) in der Nähe der Strecke von Köln nach Aachen, welche der konkurrierenden Rheinischen Eisenbahn-Gesellschaft gehörte. In den folgenden Jahrzehnten entstanden durch die Aachen-Jülicher Eisenbahngesellschaft, die Preußischen Staatseisenbahnen und die Jülicher Kreisbahn bis zum Ersten Weltkrieg drei weitere von Jülich ausgehende Bahnstrecken.

### Wiederaufbau und Modernisierung
Der nach dem verheerenden Luftangriff vom 16. November 1944 im Zweiten Weltkrieg zum Erliegen gekommene Verkehr konnte zumindest in Richtung Hochneukirch ( – Mönchengladbach) und Düren bereits im zweiten Halbjahr 1945 wieder aufgenommen werden. Ab 1950 waren alle von Jülich ausgehenden Strecken wieder durchgehend befahrbar. Zwischen 1950 und 1955 wurde das zerstörte Jülicher Bahnhofsgebäude durch einen Neubau ersetzt.
Nach der Zeit des Wiederaufbaus begann die Phase der Modernisierung. Um zusätzliche Kunden zu gewinnen, wurden rund um Jülich einige neue Haltepunkte errichtet. Doch auch mit beschleunigten Regionalverbindungen experimentierte die junge Deutsche Bundesbahn (DB), so wurde zum Winterfahrplan 1951/52 ein werktäglicher sogenannter Städteschnellverkehrszug (S) von Stolberg-Hammer (Altstadt) nach Mönchengladbach eingeführt, der auf den 49 Kilometern von Eschweiler Tal bis Rheydt-Geneicken lediglich in Jülich hielt. Doch offenbar war das Auslassen von Halten in dieser Region nicht geeignet, die Züge zu füllen, so dass er schon im folgenden Fahrplan wieder gestrichen wurde. Mehr bewährt hatten sich hingegen direkte schnelle Sonntagsausflugszüge von Krefeld über Hochneukirch nach Heimbach (Eifel), die von 1952 bis 1954 in den Sommerfahrplänen erschienen und beispielsweise zwischen Jülich und Düren ohne Halt verkehrten. Als Verbindung mit Halt an mehr oder allen Stationen existierten sie von Mönchengladbach an zeitweise auch in späteren Jahren noch.

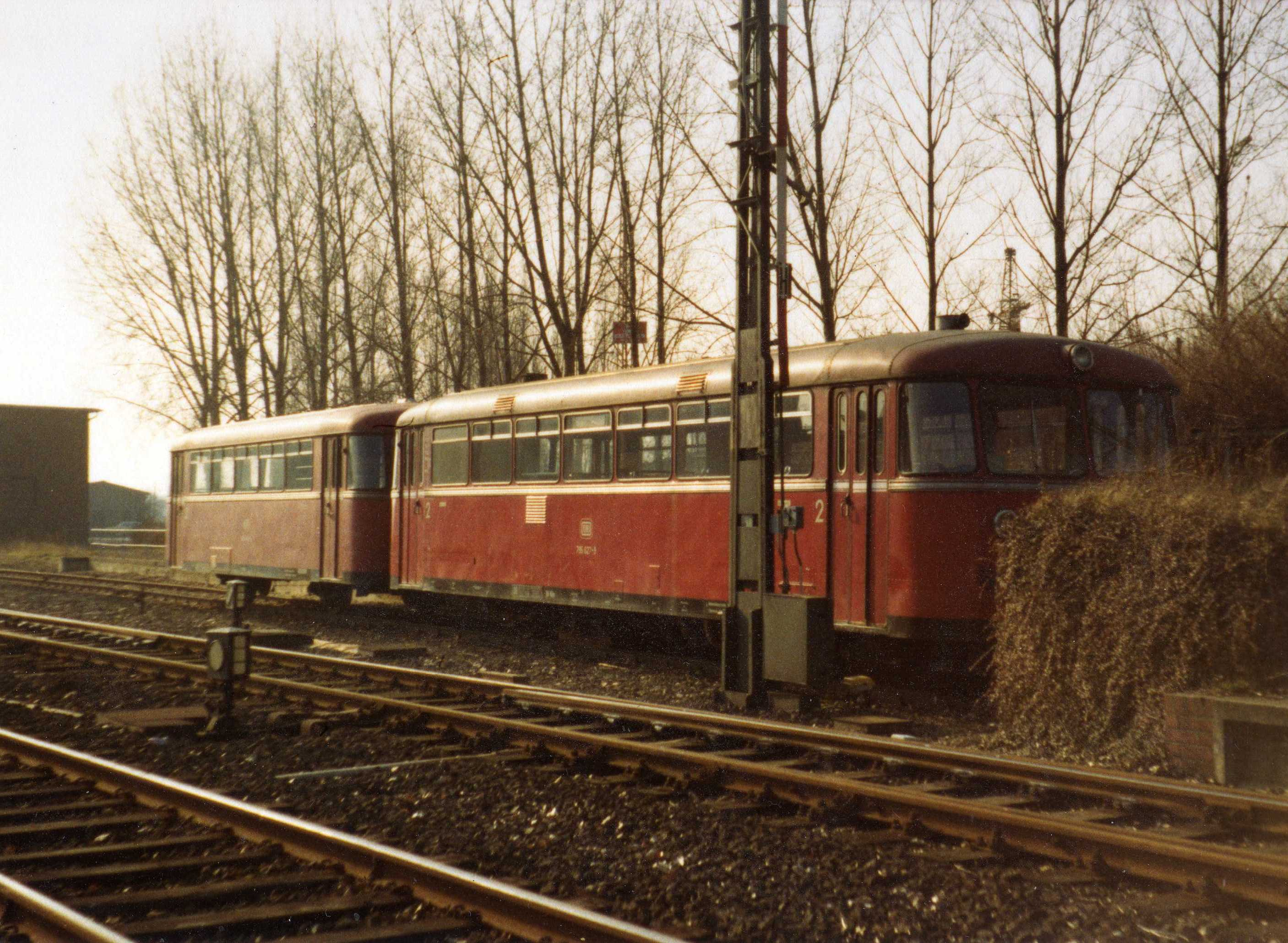
Schienenbus-Garnitur im Bahnhof Jülich, wie sie hier bis 1978 eingesetzt wurde. Der Beiwagen (links) hatte keinen Führerstand und musste daher stets umrangiert werden.

Ab dem Winterfahrplan 1953/54 verkehrten auf der Strecke Düren – Jülich – Baal erstmals einmotorige Schienenbusse der Baureihe VT 95, zunächst testweise nur einzelne Zugpaare an Sonntagen, doch im Lauf der Jahre immer mehr, später auch zweimotorige VT 98 (selten) sowie vor allem ab 1961 zusätzlich in großer Zahl die noch moderneren Akkumulatorentriebwagen der Baureihe ETA 150 (spätere Baureihe 515). 1962 wurde das in Jülich bestehende Dampflok-Betriebswerk geschlossen, letztmals weist der Winterfahrplan 1965/66 einzelne Dampf-geführte Personenzüge nach Jülich aus. Für die Reisenden bedeutete dies die Ablösung der Holzklasse und damit eine deutliche Komfortsteigerung.
Die Strecke Jülich – Düren wurde, ebenso wie die Strecke Düren – Heimbach, als Versuchsstrecke für die Erprobung des Zugbahnfunks B ausgewählt. Die Inbetriebnahme erfolgte 1974.

### Niedergang
Von Taktfahrplänen war man in ländlichen Regionen noch weit entfernt, diese wurden in Deutschland erst in den 1990er Jahren weitgehend flächendeckend eingeführt. Gegen die zunehmende Motorisierung der Bevölkerung hatten die klassischen Nebenbahnen selbst mit „dampffreien“ Fahrzeugen vielfach nur geringe Chancen. Außerhalb der Stoßzeiten wurden die Züge immer leerer, und die Bundesbahn reagierte mit dem langsamen Ausdünnen der Fahrpläne. Bereits 1961 stellte die DB den Sonntagsbetrieb auf den Strecken von Jülich nach Stolberg ( – Aachen Hauptbahnhof) und nach Mariagrube ( – Aachen Nord) ein, die Strecke von Jülich über Linnich nach Baal folgte 1965 und wurde 1968 als erste Jülich berührende Strecke im Personenverkehr vollständig stillgelegt. Die Jülicher Kreisbahn vollzog 1971 den gleichen Schritt.
Ab Mitte der 70er Jahre trafen die Rationalisierungsbemühungen der Deutschen Bundesbahn den Raum Jülich mit voller Wucht. Zum Sommerfahrplan am 1. Juni 1975 wurde das Angebot auf allen verbliebenen Eisenbahnstrecken stark eingeschränkt, sonntags fuhren gar keine Züge mehr nach Jülich. Auf allen vier Strecken fuhren nun werktags (außer samstags) gegen 19 Uhr die letzten Züge, samstags ruhte der Zugverkehr bereits ab 15 Uhr sowie auf der Strecke nach Aachen Nord komplett. Auch in den Vormittagsstunden fuhren fast keine Züge mehr. Die aufgeführten Einsparungen führten allerdings nicht zu einer wesentlichen Steigerung der Wirtschaftlichkeit, und die DB investierte auch nicht mehr in die Modernisierung der Strecke.

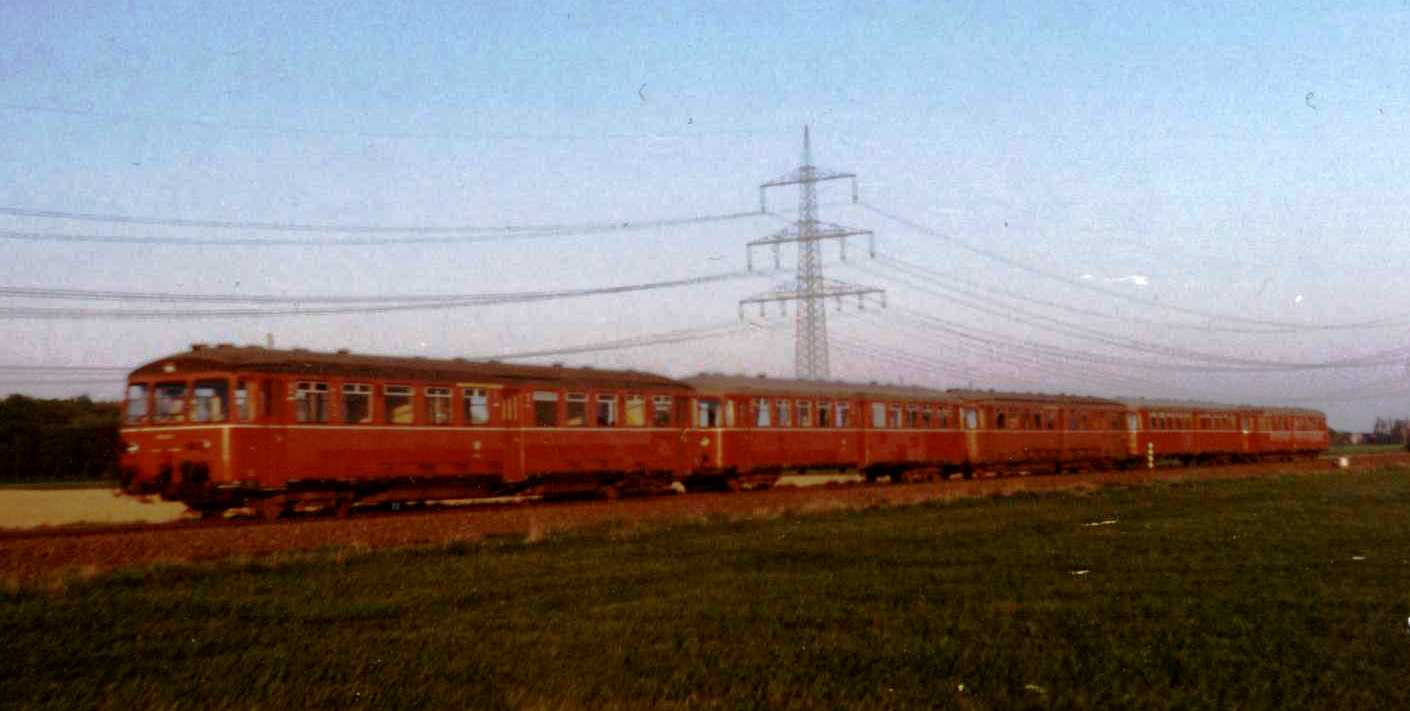
Werktäglicher Leerzug Jülich – Düren, bestehend aus den letzten drei abends von Düren in Jülich eintreffenden Triebwagen, 16. April 1981

Im Mai 1978 wurden alle noch verkehrenden Schienenbusse durch Akkutriebwagen ersetzt, so dass die Gesamtzahl der Züge zunächst nahezu erhalten blieb. Den Auftakt zum großen Kahlschlag bildete am 27. Mai 1979 die Einstellung des Samstagsverkehrs von Aachen Hauptbahnhof über Jülich nach Mönchengladbach. Außerdem wurde auf allen Strecken die Zahl der Zugpaare auf jeweils fünf reduziert, nachdem es je nach Strecke zuvor noch sieben bis elf waren – lediglich die Dürener Strecke behielt ihre elf Zugpaare sowie ihren Samstagsverkehr mit immerhin vier Zugpaaren.
Zum Sommerfahrplan am 1. Juni 1980 wurden dann die Strecken Jülich – Hochneukirch ( – Mönchengladbach) und Jülich – Aachen Nord stillgelegt. Gleichzeitig wurde in Jülich auch die Ladestation für die Akkutriebwagen außer Betrieb genommen. Die morgens in Jülich startenden Züge mussten fortan die Nacht über in Düren mit Fahrstrom geladen werden, was morgens und abends je ein Leerzugpaar zur Folge hatte und sicherlich keine bedeutende Steigerung der Wirtschaftlichkeit brachte.
Ab dem 31. Mai 1981 fuhren auf der Strecke nach Düren auch an Samstagen keine Züge mehr. Parallel verkehrende Busse begünstigten eine Verlagerung des Verkehrs von der Schiene auf die Straße. So stand die Strecke Jülich – Düren auf der schwarzen Liste der DB und sollte ebenfalls stillgelegt werden. Damit wäre Jülich nur noch von Stolberg aus auf der Schiene erreichbar gewesen – allerdings wurde 1983 auch die Stolberger Strecke stillgelegt.

### Revitalisierung

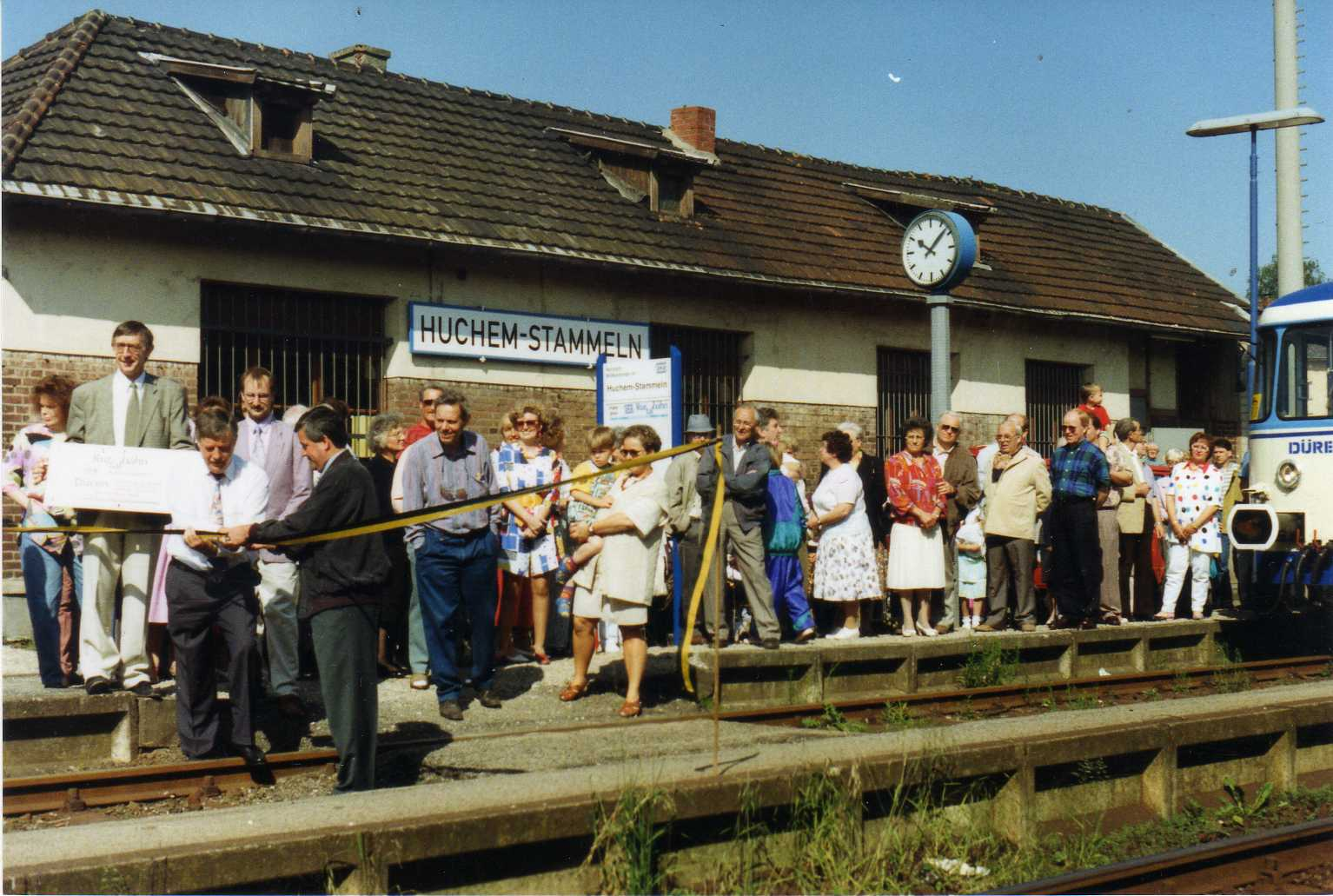
DKB-Eröffnungszug am 23. Mai 1993 bei der Feier in Huchem-Stammeln. Im Hintergrund das frühere, von der Bevölkerung wegen seiner Gitterstäbe gerne „Affenkäfig“ genannte Empfangsgebäude der Bundesbahn.

Der Kreis Düren trat jedoch in zähe und lange Verkaufsverhandlungen mit der Bundesbahn. So konnte die Dürener Kreisbahn (DKB) gemäß Kreistagsbeschluss vom 7. Juli 1992 als erste nicht bundeseigene Eisenbahngesellschaft in Nordrhein-Westfalen von der Bundesbahn eine Eisenbahnstrecke zum symbolischen Preis von 1 DM erwerben, der damalige Bahnchef Heinz Dürr persönlich unterzeichnete am 12. September 1992 den entsprechenden Vertrag in einem Sonderzug von Jülich über Düren nach Heimbach.
Am 23. Mai 1993 übernahm die DKB den gesamten Verkehr auf der Strecke Jülich – Düren und Düren – Heimbach mit modernisierten zweimotorigen Uerdinger Schienenbussen der DB-Baureihe 798, nachdem sie seit 25. März 1993 Test- und Schulungsfahrten durchgeführt hatte. Der Anfangsbetrieb gestaltete sich schwierig, so waren 1993 viele Züge unpünktlich. 1995 wurden die aus den 1950er Jahren stammenden Schienenbusse durch fabrikneue spurtstarke Leichttriebwagen des Typs RegioSprinter der Firma Siemens/DUEWAG ersetzt.
Durch die Modernisierung der Strecken und Bahnstationen, durch die Einführung eines Taktfahrplans bis gegen 22 Uhr sowie neuer Haltepunkte, Fahrzeuge und Leittechnik konnte nach und nach die Akzeptanz bei der Bevölkerung und die Pünktlichkeit erhöht und mehr Fahrgäste gewonnen werden. Außerdem wurden die Buslinien im Nordkreis Düren in Fahrplan und Tarif mit der Schienenstrecke vernetzt, Parallelverkehre weitgehend abgeschafft und mehrere neue Bahn-Bus-Verknüpfungsstationen errichtet.
So schaffte die DKB es, die alten Fahrgastzahlen der Deutschen Bundesbahn um über 500 % zu steigern. Daher gilt die DKB beziehungsweise die Rurtalbahn als Vorzeigeunternehmen für gelungenen regionalisierten Bahnverkehr. Die DKB entschloss sich, die zwischen Düren und Jülich verkehrende Linie vom Juni 2002 an über die damals nur dem Güterverkehr dienende Bahnstrecke Jülich–Dalheim nach Linnich zu verlängern. Damit war die Stadt Linnich nach 34 Jahren erstmals wieder mit dem Zug (von Düren aus) erreichbar.
Seit dem 1. Januar 2003 wird die Strecke von der Rurtalbahn GmbH betrieben, welche als eigenständige Gesellschaft aus der Dürener Kreisbahn ausgegliedert wurde. Der Kreis Düren hält trotzdem weiterhin einen Minderheits-Anteil dieser Bahngesellschaft und ist Eigentümer der Infrastruktur.

## Streckenbeschreibung
Die Strecke durchquert relativ geradlinig die überwiegend landwirtschaftlich genutzte Jülicher Bördelandschaft. Ein richtiges Empfangsgebäude gibt es nur noch in Düren und Jülich, wobei das in Jülich nicht mehr für den Bahnbetrieb genutzt wird. Die Empfangsgebäude in den Unterwegshalten Huchem-Stammeln und Krauthausen sind inzwischen abgerissen. Die Dürener Kreisbahn hat nach der Übernahme der Strecke zwei von der Bundesbahn aufgegebene Haltepunkte reaktiviert sowie einen komplett neuen errichtet.

### Bahnhof Jülich

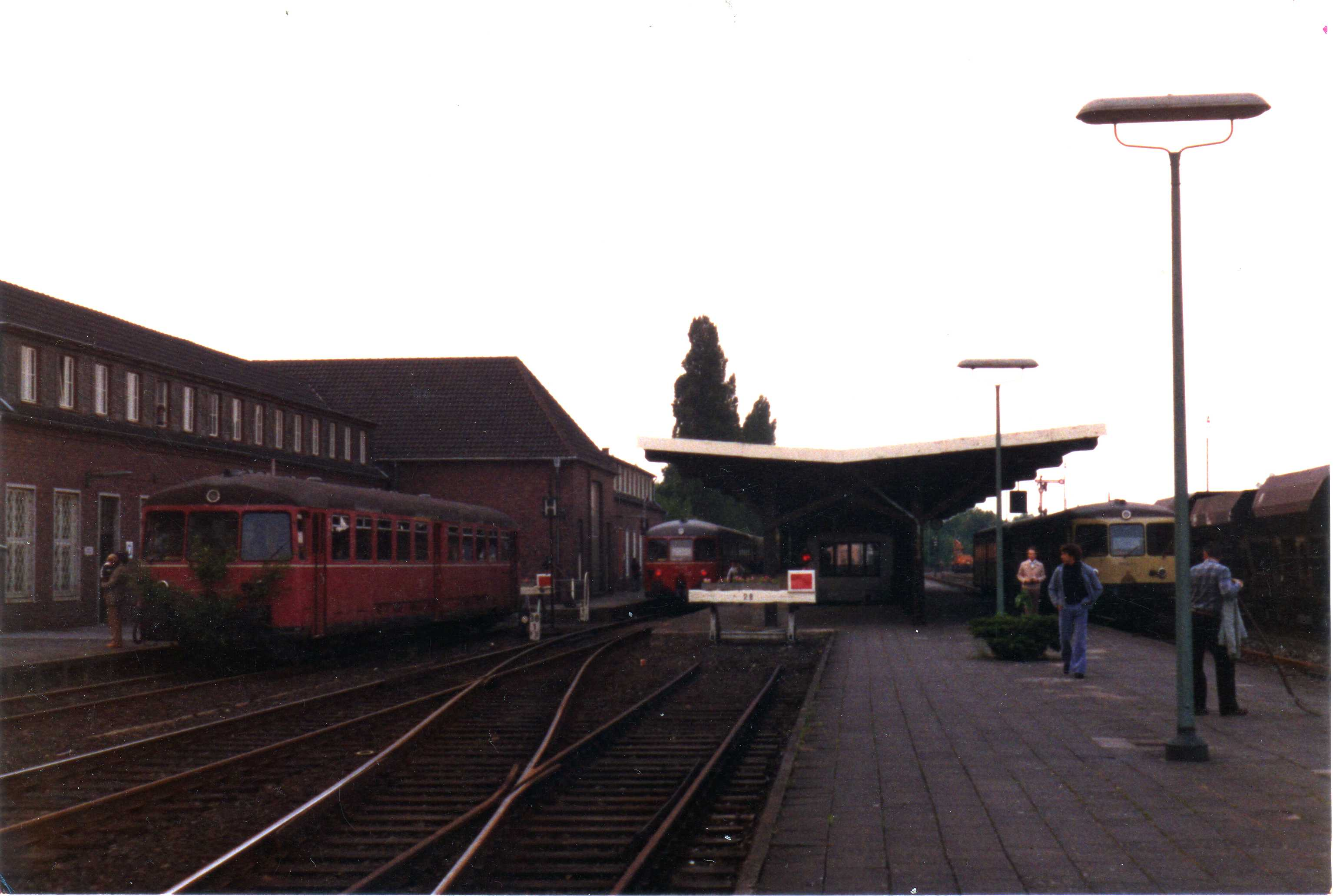
Bahnhof Jülich 1980: links (Gleis 16) der letzte Zug nach Aachen Nord, mittig (Gleis 1) der letzte Zug nach Mönchengladbach (von Aachen Hbf), rechts (Gleis 2a) der vorletzte Zug von Mönchengladbach (nach Aachen Hbf). Wo die Güterwagen stehen, fahren heute die RegioSprinter nach Düren.

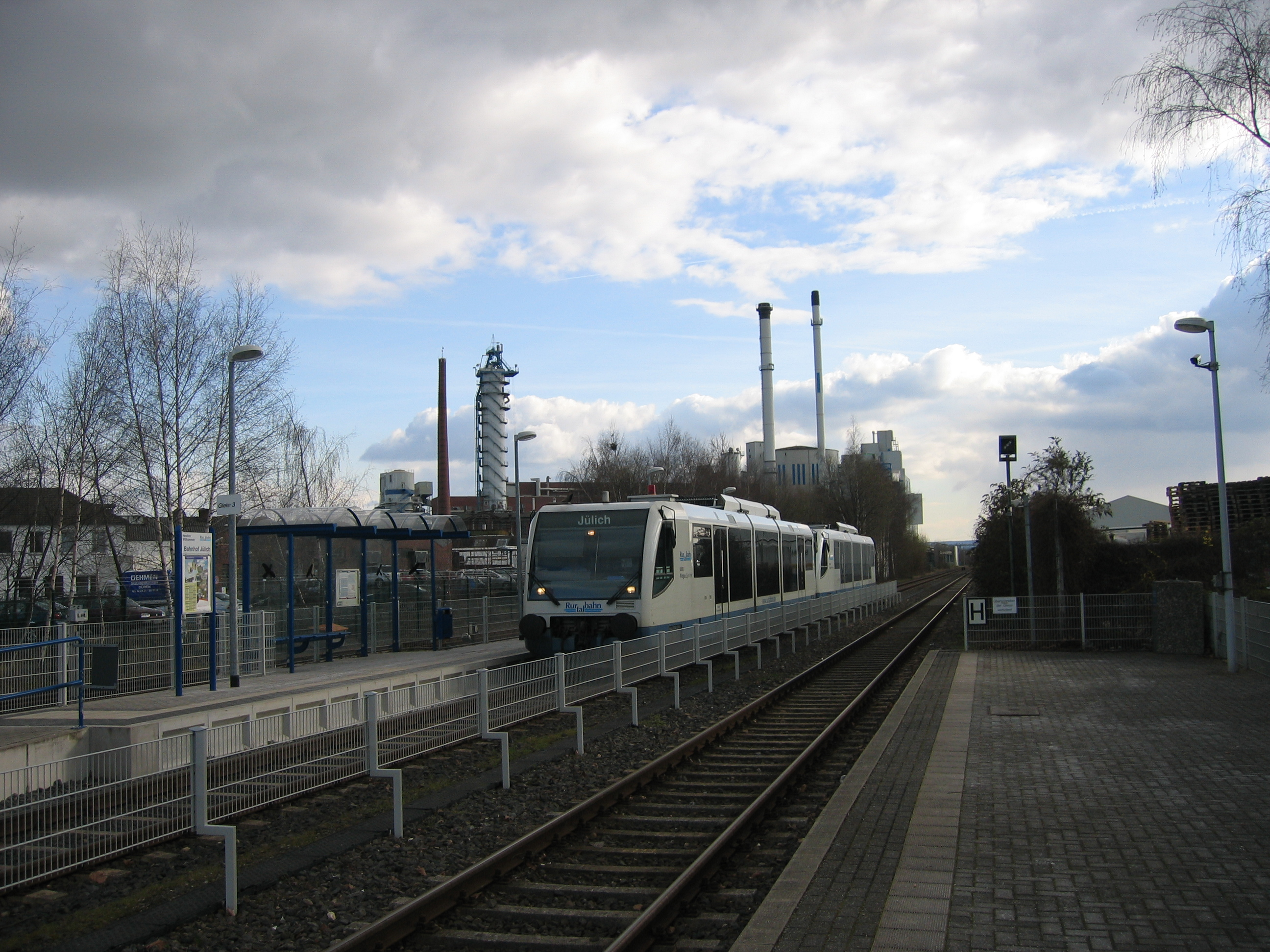
Bahnhof Jülich 2008: links fahren die Rurtalbahn-Züge von Düren nach Jülich oder Linnich, auf dem rechten Gleis verkehren die Züge von Linnich nach Düren.

Bis zur Stilllegung der meisten Strecken in den 1980er Jahren war Jülich ein Bahnknotenpunkt, wenn auch alle Strecken als Nebenbahnen klassifiziert waren. Bis Anfang der 1980er Jahre war der Bahnhof Jülich mit umfangreichen Anlagen für Personen- und Güterverkehr versehen. Für Personenzüge gab es einen eigenen Abstellbahnhof, von circa 1908 bis 1962 auch ein Bahnbetriebswerk, von 1918 bis 1964 in unmittelbarer Nähe ein großes Ausbesserungswerk Jülich. Zählt man die Strecke Ameln – Bedburg mit, deren Züge bis zu ihrer Stilllegung 1953 überwiegend von/bis Jülich durchfuhren, so verkehrten von Jülich aus Züge in sieben verschiedene Richtungen. Nachdem jedoch der Personenverkehr auf allen an Jülich angeschlossenen Strecken bis auf die Dürener Strecke eingestellt wurden, ließ die Bedeutung des Bahnhofs Jülich massiv nach.
Heute verkehrt auf zwei dieser Strecken die Rurtalbahn GmbH: in Richtung Süden stündlich, teilweise auch halbstündlich nach Düren (wo mehrmals pro Stunde Zug-Anschlüsse Richtung Köln, Aachen und stündlich nach Heimbach/Eifel bestehen, seit Ostern 2015 an Wochenenden auch nach Euskirchen), in Richtung Norden stündlich bis Linnich auf der ehemals bis Baal und Dalheim weiterführenden Strecke. (Eine Weiterführung der Linnicher Züge bis an die Hauptstrecke Aachen – Düsseldorf ist in Diskussion, aber nicht kurzfristig zu erwarten.) Die Gleise der ehemaligen Jülicher Kreisbahn nach Puffendorf existieren noch großenteils, sind aber nicht mehr befahrbar. Alle weiteren Bahnstrecken sind mittlerweile – zumindest in der Jülicher Region – abgebaut:
- Mönchengladbach – Jülich – Stolberg (– Aachen Hauptbahnhof)
- Jülich – Mariagrube – Aachen Nord

Als Ersatz gibt es seit den 1950er Jahren einige Buslinien, die Jülich mit den umliegenden Dörfern und Städten verbinden.

### Vorbahnhof Jülich

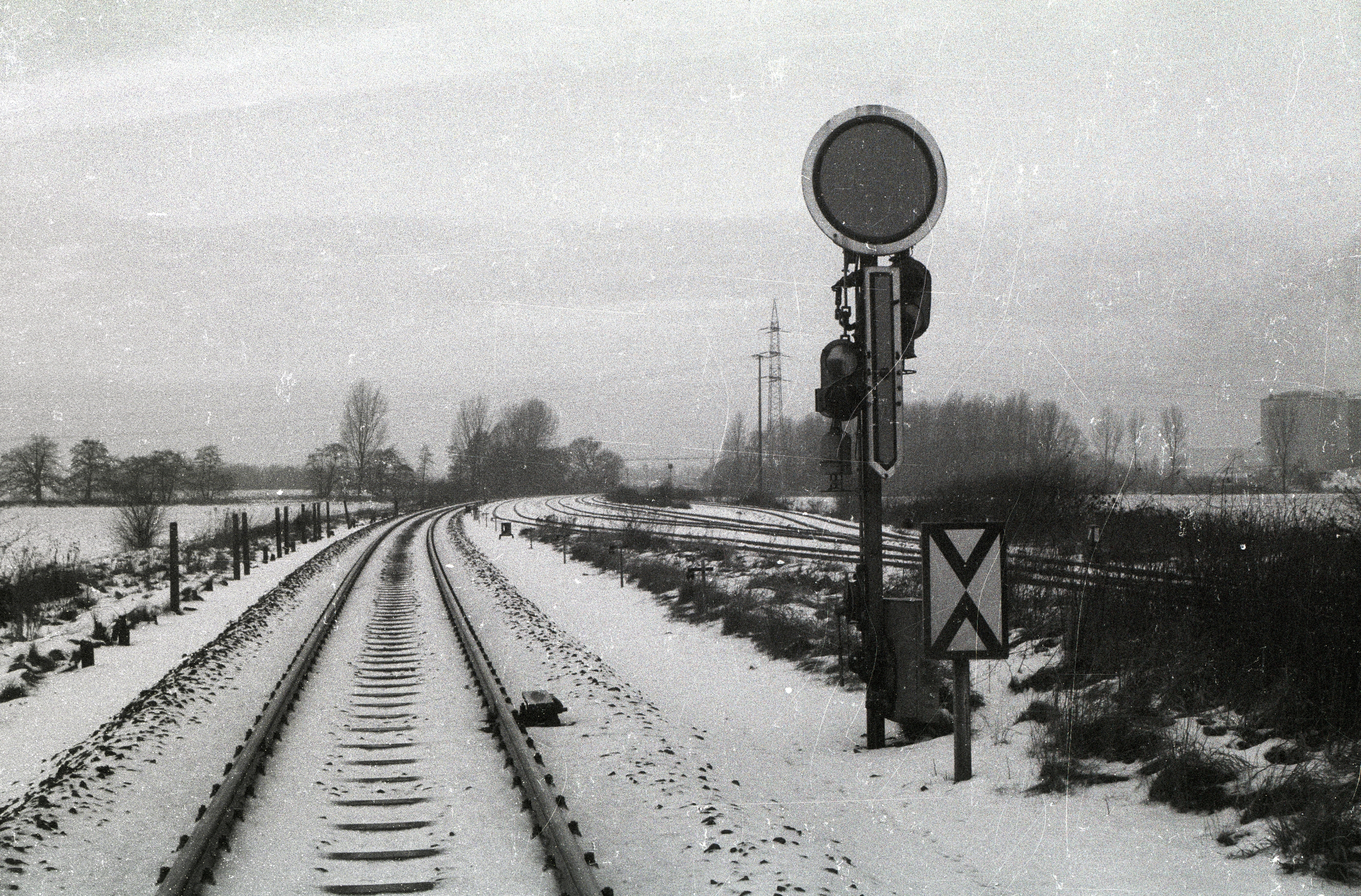
DB-Einfahr-Vorsignal Jülich (1981), rechts das südliche Ende des ehemaligen Vorbahnhofs

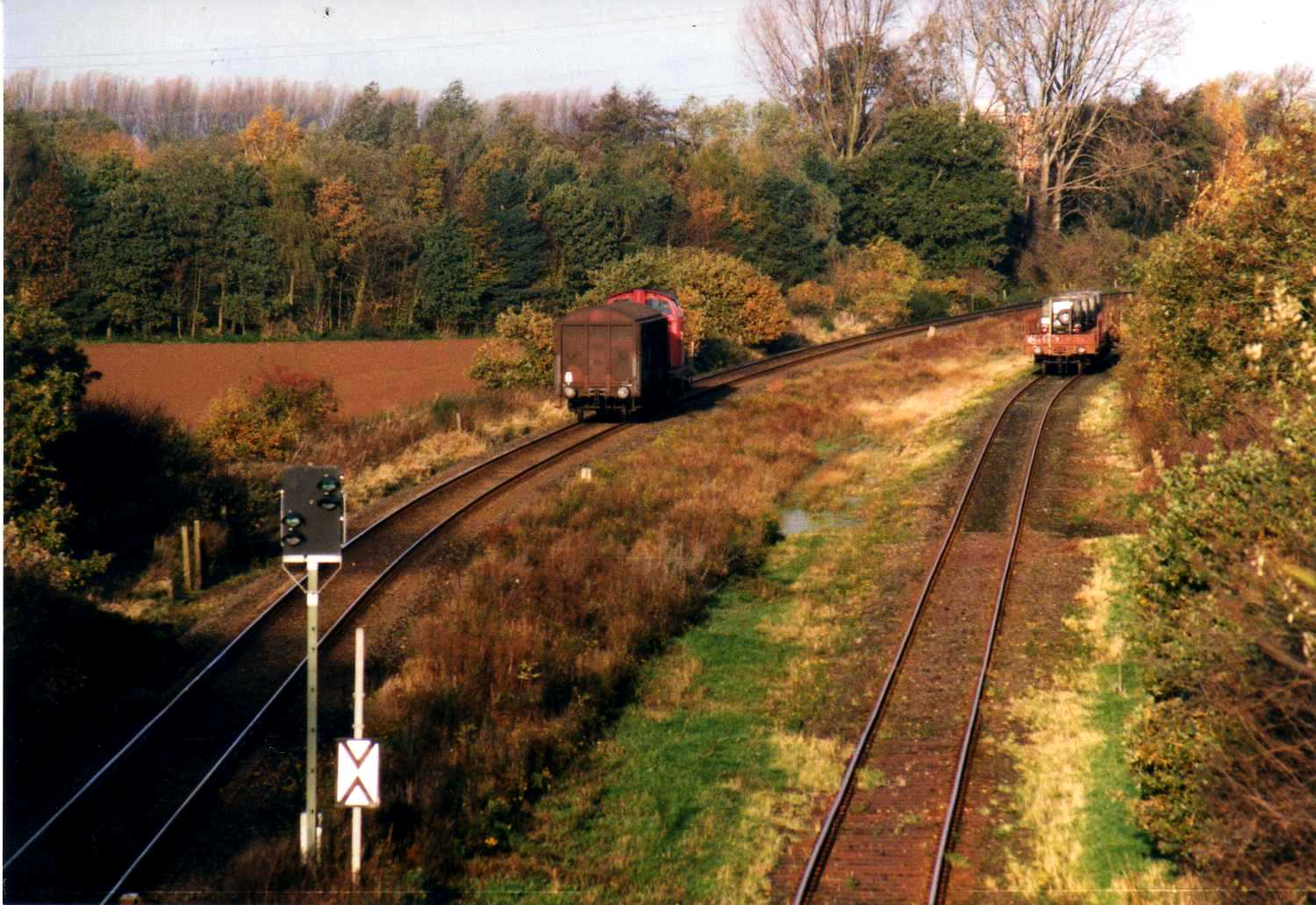
DKB-Einfahr-Vorsignal Jülich (1998), dahinter DB-Güterzug aus Düren, rechts das erhalten gebliebene Gleis des Vorbahnhofs mit Fracht der Bundeswehr

Zwischen dem südlichen Bahnhofskopf von Jülich (wo die Strecken nach Stolberg und Aachen Nord abzweigten) und dem nördlichen Ende des AW (also etwa zwischen Streckenkilometer 1,0 und 2,0) verläuft heute das Zufahrtsgleis zum Mechatronikzentrum der Bundeswehr. Es ist das letzte Überbleibsel eines einstmals fünfgleisigen Vorbahnhofs mit 18 Weichen, der sich unmittelbar östlich der Bahnlinie erstreckte. Dieser war beim Bau des Ausbesserungswerks angelegt worden, um als „Puffer“ für reparaturbedürftige oder gerade reparierte Lokomotiven und Wagen zu dienen sowie als Zwischenspeicher für Waggons mit Versorgungsmaterialien und Betriebsstoffen. Obwohl das AW schon 1964 aufgegeben und an die Bundeswehr verkauft wurde, existierte der Vorbahnhof bis Anfang der 1980er Jahre mit immerhin noch vier Gleisen, von denen freilich nur noch eins für die Werkszufahrt genutzt wurde, die anderen zeitweise zum Abstellen von zur Ausmusterung vorgesehenen Güterwagen.

### Ehemaliges Bundesbahn-Ausbesserungswerk Jülich

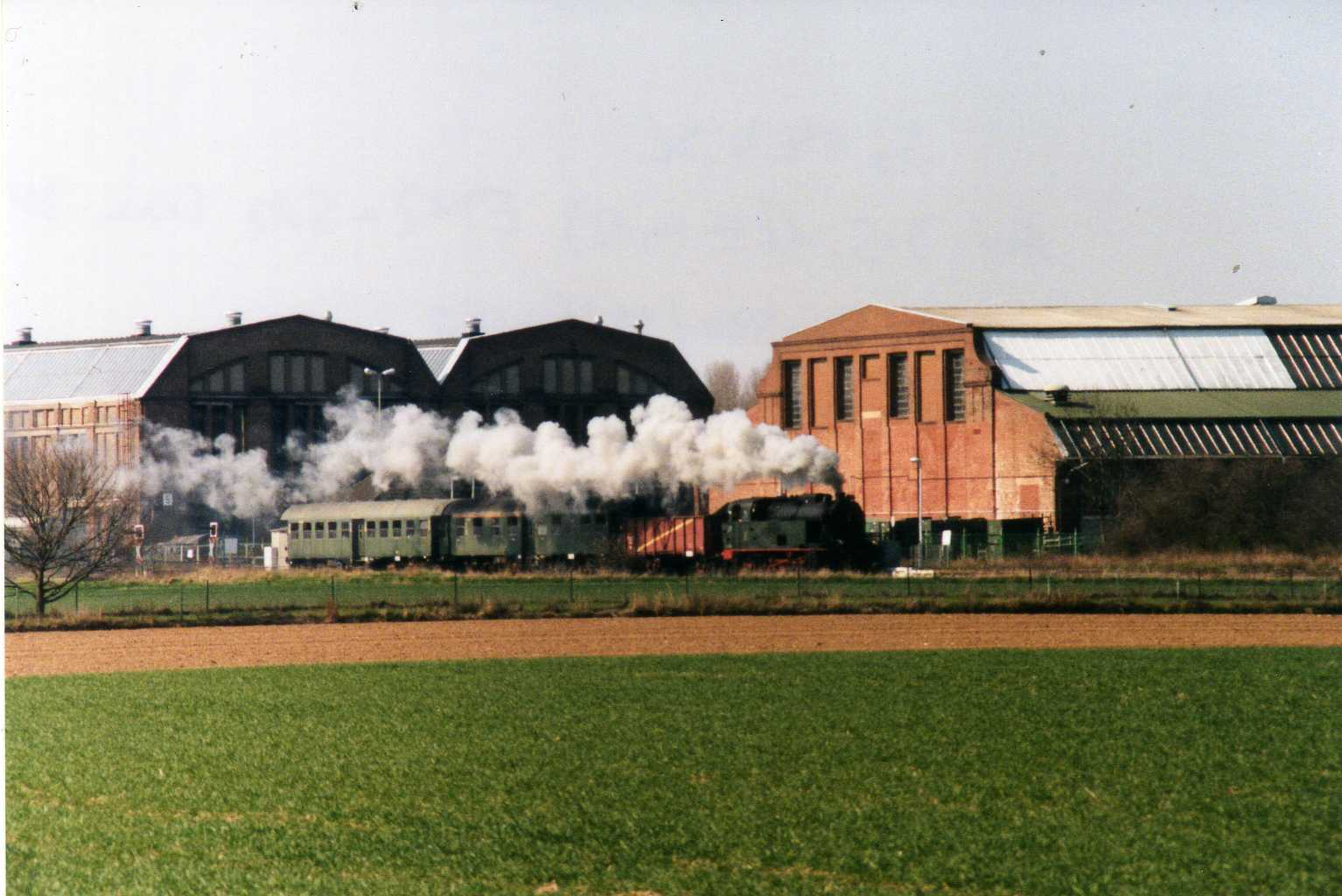
Das AW Jülich besserte bis 1927 Personenwagen aus, bis 1951 Güterwagen und bis 1964 Dampfloks, danach übernahm die Bundeswehr das Werk. Das Streckengleis Jülich – Düren wurde auch für Probefahrten genutzt – hier eine DRWI-Museumsfahrt 1996.

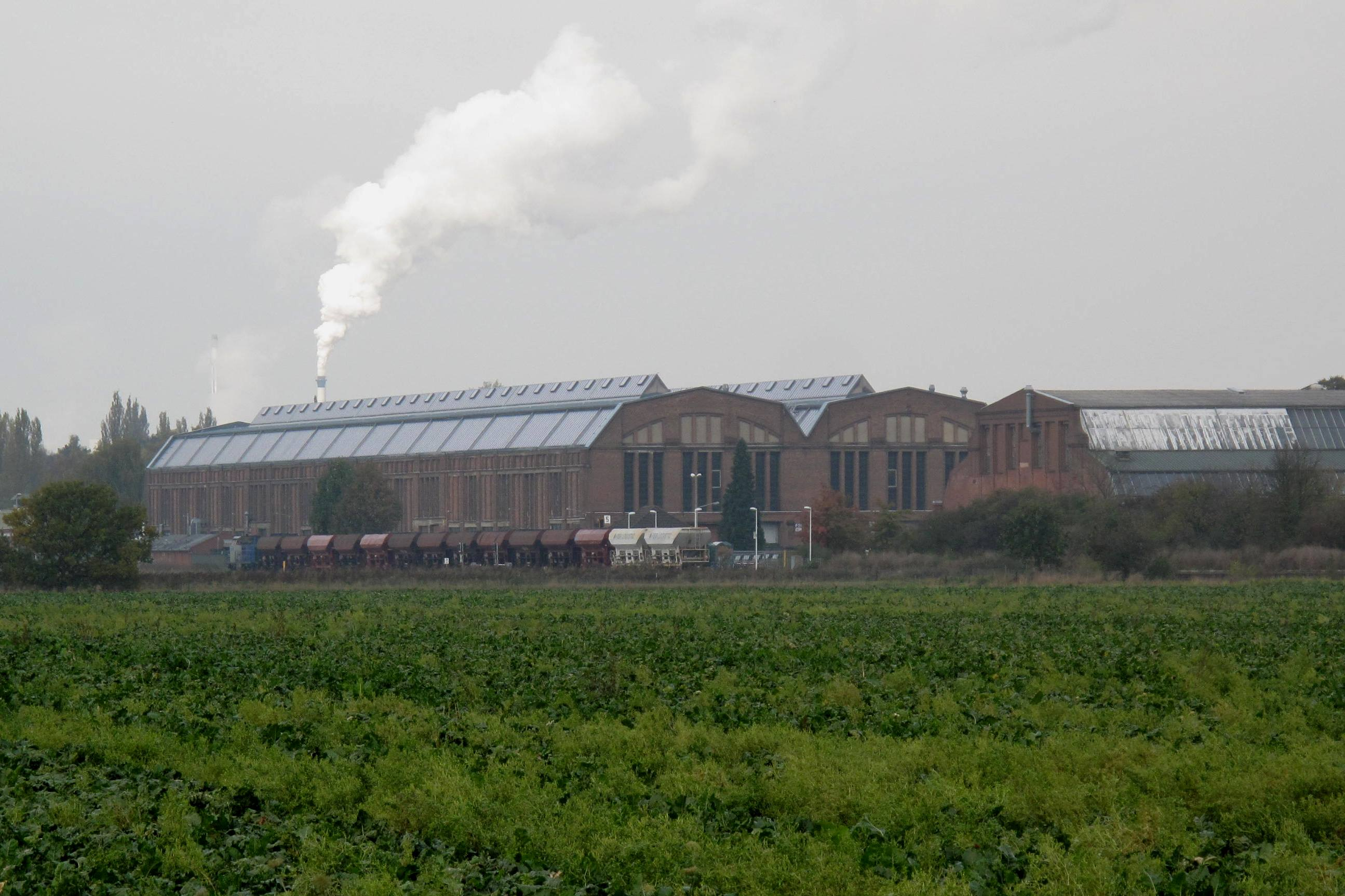
Die Hallen des früheren AW Jülich (2009) – der 150 m lange Kohlezug der Rurtalbahn zeigt die Dimensionen.

Auf 1120 Meter Länge und bis zu 320 Meter Breite erstreckt sich unmittelbar östlich der Bahnlinie das rund 30 ha große Gelände des ehemaligen AW Jülich. Heute beherbergt es das Mechatronikzentrum der Bundeswehr, einzelne Abteilungen des nahe gelegenen Forschungszentrums sowie ein Naturschutzgebiet, welches im Bereich der früheren Gleisharfe zur schon unter DB-Regie aufgegebenen Wagenhalle liegt. Insgesamt lagen hier über 30 parallele Gleise mit einer Gesamtlänge von 27 Kilometern. Für Zwecke der Bundeswehr sind zwei Gleise bis heute erhalten geblieben.
Das AW ging 1918 in Betrieb und diente der Instandsetzung und Hauptuntersuchung von Dampflokomotiven und Wagen, wobei die Ausbesserung von Personenwagen 1927 eingestellt wurde und auch Güterwagen nur bis 1929 sowie kriegsbedingt von 1938 bis 1951 ausgebessert wurden. Das in seiner Struktur auf Dampfloks ausgerichtete AW wurde 1964 geschlossen und nahtlos an die Bundeswehr übergeben, nachdem sich abzeichnete, dass Dampfloks bei der DB keine lange Zukunft mehr haben würden. (Tatsächlich musterte die DB ihre letzten Dampfloks 1977 aus.) Insgesamt hat das AW allein in den knapp zwei Jahrzehnten nach dem Krieg fast 10.000 Dampfloks ausgebessert.

### Haltepunkt Forschungszentrum

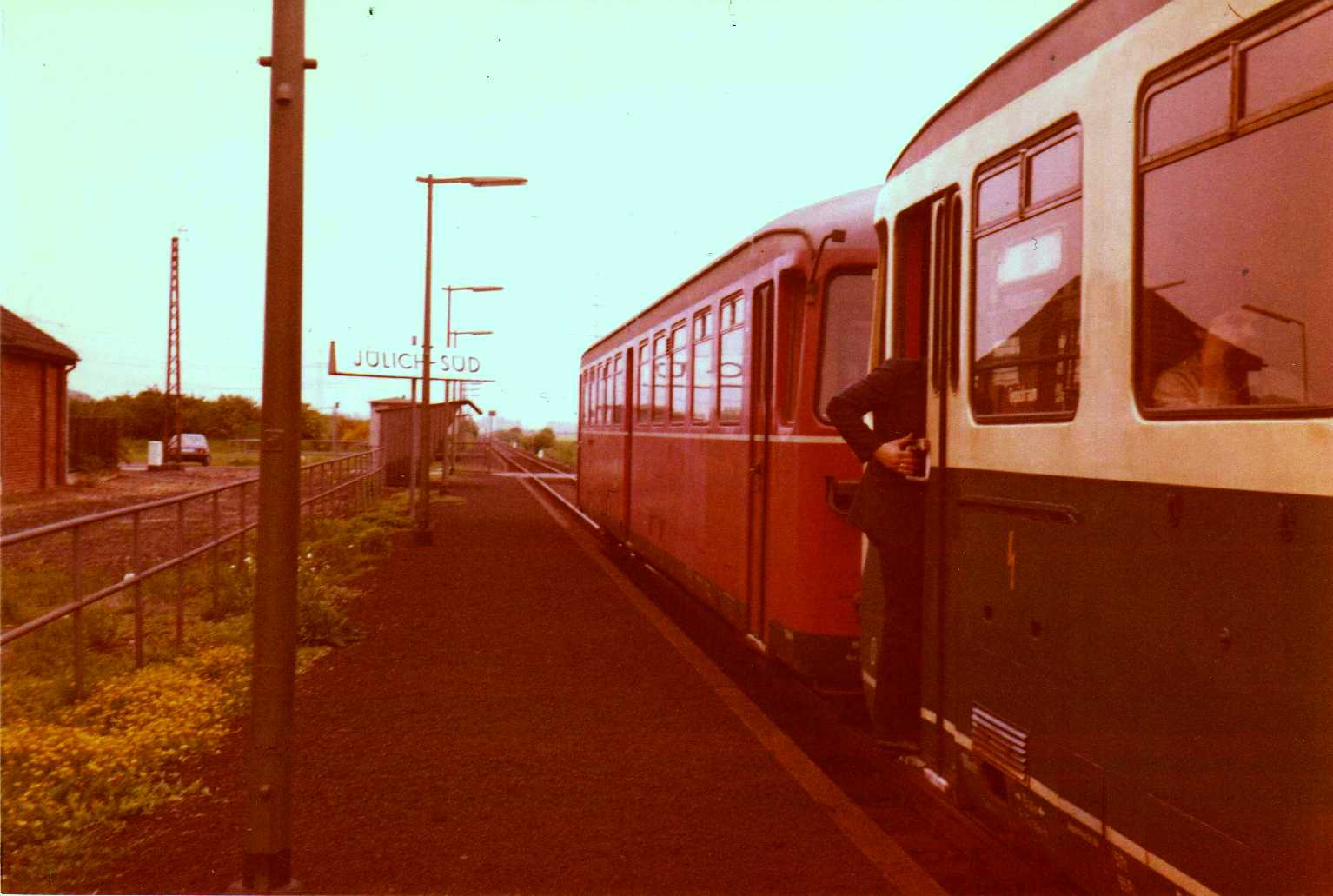
Einer der letzten haltenden DB-Züge in Jülich-Süd (1982), Fahrtrichtung Jülich, Blickrichtung Düren. Links ein Gebäude des früheren AW.

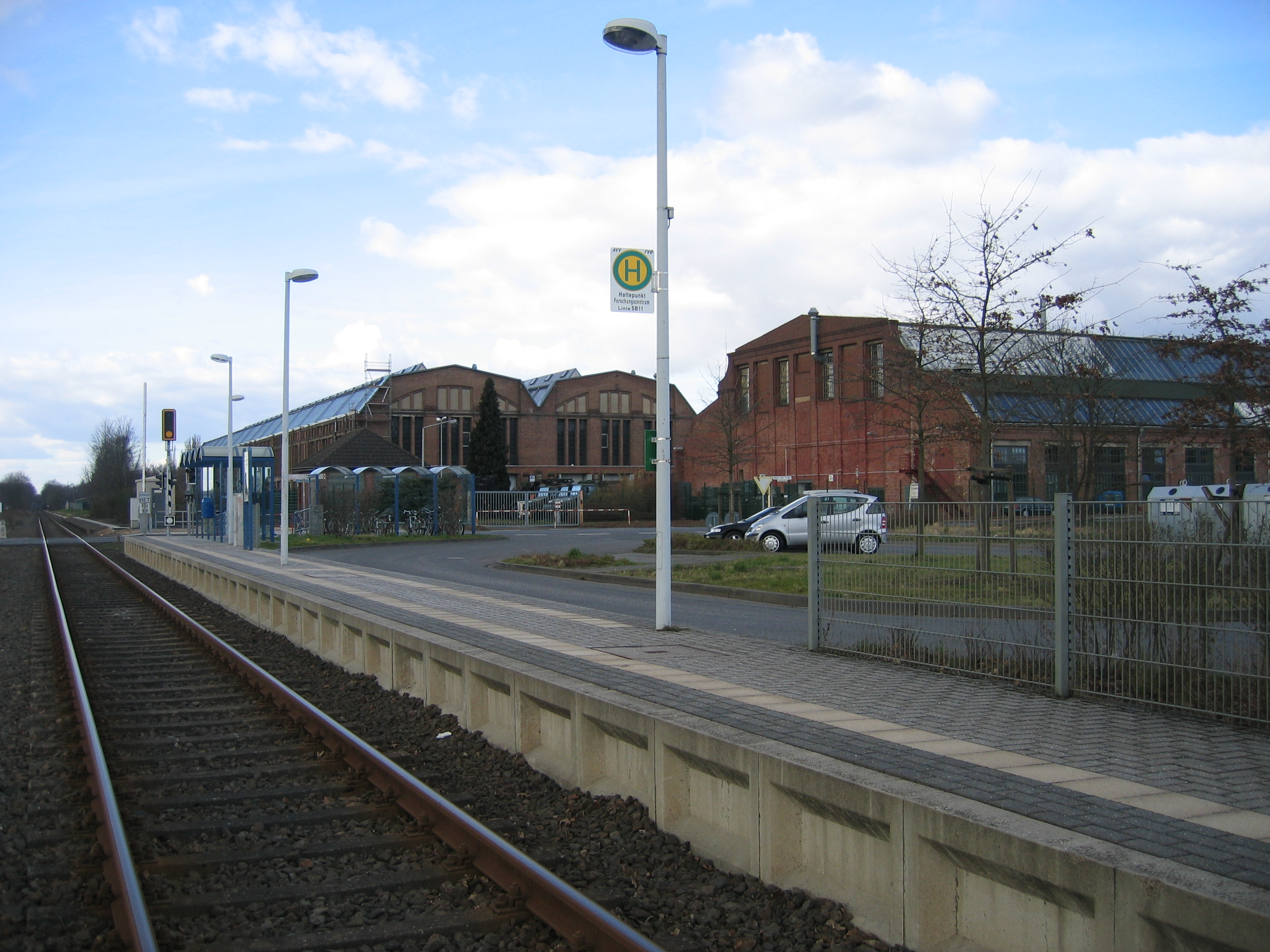
Bahn-Bus-Verknüpfungsstation Jülich Forschungszentrum (2008)

Die Strecke verläuft vom Bahnhof Jülich aus entlang des ehemaligen Vorbahnhofs und des Bundeswehr-Instandsetzungswerkes, bis sie die Waldstraße quert, die als Zufahrt zum Forschungszentrum und zum Instandsetzungswerk dient. Direkt hinter dem Bahnübergang am Streckenkilometer 3,1 liegt der Haltepunkt Jülich Forschungszentrum.
An dieser Stelle wurde 1917, also während des Baus des Ausbesserungswerkes, ein neuer kleiner Bahnhof Jülich-Süd für die Arbeiter des AW errichtet – zuvor gab es zwischen Jülich und Krauthausen keine einzige Zwischenstation. Der kleine Bahnhof verfügte über ein Stellwerk (Jsn), ein kleines Bahnhofsgebäude (halb so groß wie das von Huchem-Stammeln), zwei Gleise und einen Mittelbahnsteig, der sich vom Bahnübergang Waldstraße aus in südliche Richtung erstreckte und kurz vor dem heutigen (erst 1979 erbauten) Anschlussgleis zum Forschungszentrum endete. Dort befand sich auch eine kleine unterirdische Bunkeranlage mit langgestrecktem Zickzack-förmigen Gang. Das eine Gleis liegt heute noch, das andere verlief etwa dort, wo sich heute Bus-Wendeschleife, Parkplatz und Fahrradständer befinden. Unmittelbar nördlich des Bahnübergangs gab es direktes Zufahrtsgleis aus Richtung Düren ins AW, was sich in einem rechtwinkligen Versatz in der das Werk umgebenden Betonmauer manifestierte. Auch Zugkreuzungen planmäßiger Personenzüge fanden in Jülich-Süd statt und sind in alten Kursbüchern dokumentiert. Von Inbetriebnahme bis zur Aufgabe des Eisenbahn-AWs 1964 verkehrten zu Arbeitsbeginn und -ende spezielle Arbeiterzüge zwischen Jülich und Jülich-Süd, die vom Winterfahrplan 1961/62 an für die Öffentlichkeit freigegeben wurden und im Kursbuch erschienen.

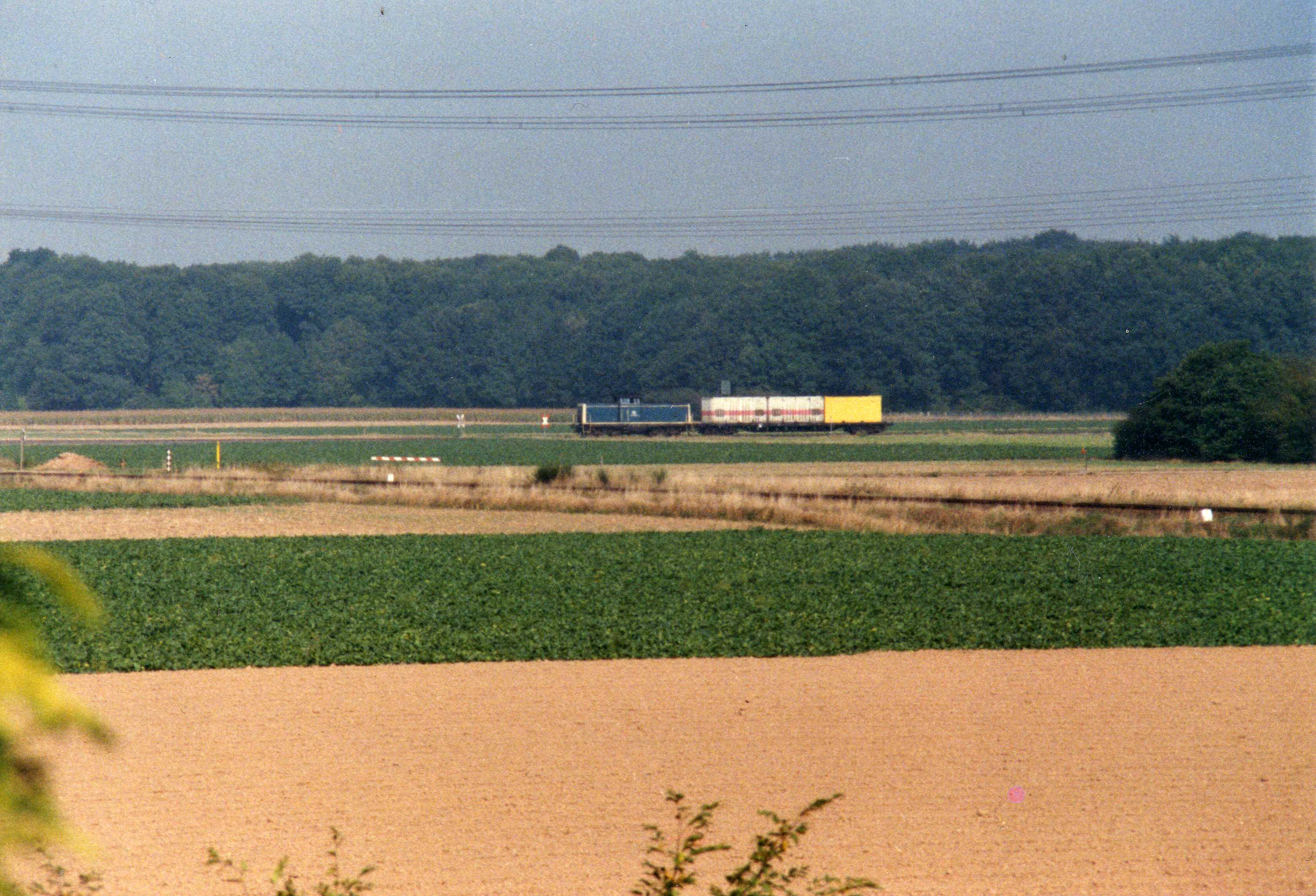
DB-Bedienung des KFA-Gleisanschlusses (1989), im Vordergrund das Streckengleis Jülich – Düren

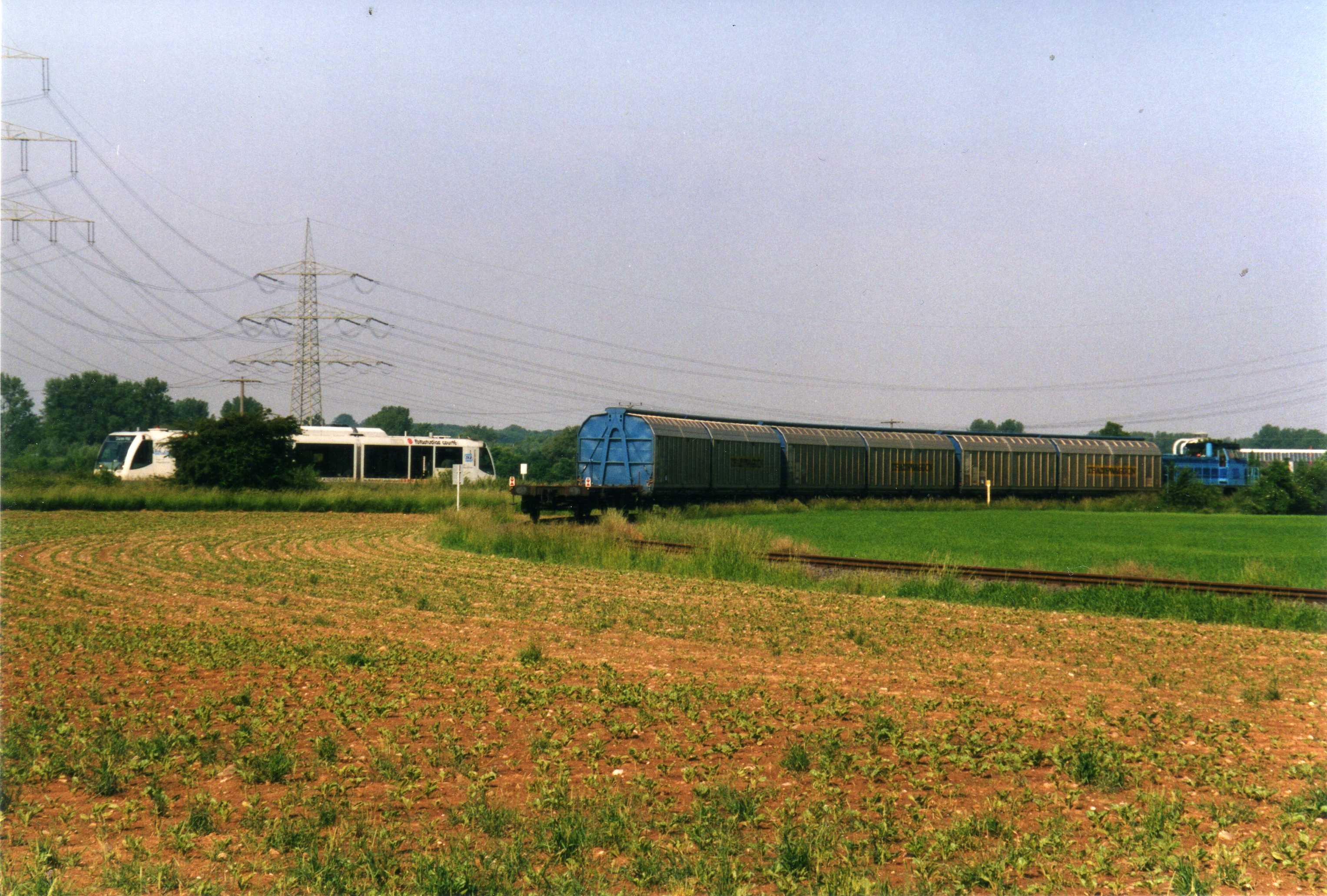
DKB-Bedienung des FZJ-Gleisanschlusses (2001), dahinter ein RegioSprinter auf dem Streckengleis Düren – Jülich

Nach der kompletten Übernahme des Werks durch die Bundeswehr 1964 verlor der Bahnhof Jülich-Süd massiv an Bedeutung. Stellwerk, Kreuzungsgleis und Weichen verschwanden, stattdessen wurde der Bahnübergang mit Zuggesteuerter Blinklichtanlage (und dementsprechend zwei eingleisigen Bahnsteigen nördlich und südlich der Waldstraße) versehen. Beide Bahnsteige hatten Wellblechhütten als Unterstand. Aufgrund der immer geringer werdenden Inanspruchnahme gab die Bundesbahn den Haltepunkt 1982 schließlich ganz auf, die Bahnsteige blieben allerdings erhalten.
Bei der Übernahme der Bahnlinie durch die Dürener Kreisbahn (DKB) 1993 ging der Haltepunkt wieder in Betrieb, im Frühjahr 1995 wurde er von der DKB saniert und mit Bus-Wendeschleife, Parkplatz und Fahrradständern ausgestattet. Hierbei wurde auch eine moderne Bahnübergangs-Steuerung eingerichtet, so dass die Züge direkt vor der Straße halten und der nördliche Bahnsteig entfallen konnte. Zum Sommerfahrplan 1995 wurde der Haltepunkt in Forschungszentrum umbenannt. Dank Taktfahrplan sowie einer guten Shuttlebus- und Fahrrad-Anbindung ans 15 Fuß-Minuten entfernte Forschungszentrum erfreut er sich inzwischen reger Nutzung.
Bei Streckenkilometer 3,4 zweigt das Anschlussgleis zum Forschungszentrum Jülich ab. Es verläuft in engem Bogen, bis es rechtwinklig zum Streckengleis in den das Forschungszentrum umgebenden Wald hineinführt. Dieser Anschluss wird seit seiner Erbauung 1979 bis heute nur selten genutzt. Er dient fast ausschließlich dem Güterverkehr, allerdings gelangten neben dem Einweihungs-Sonderzug auch 1994, 2005 und 2015 Sonderfahrten mit Reisenden bis vor das Werkstor.

### Haltepunkt Jülich-Selgersdorf

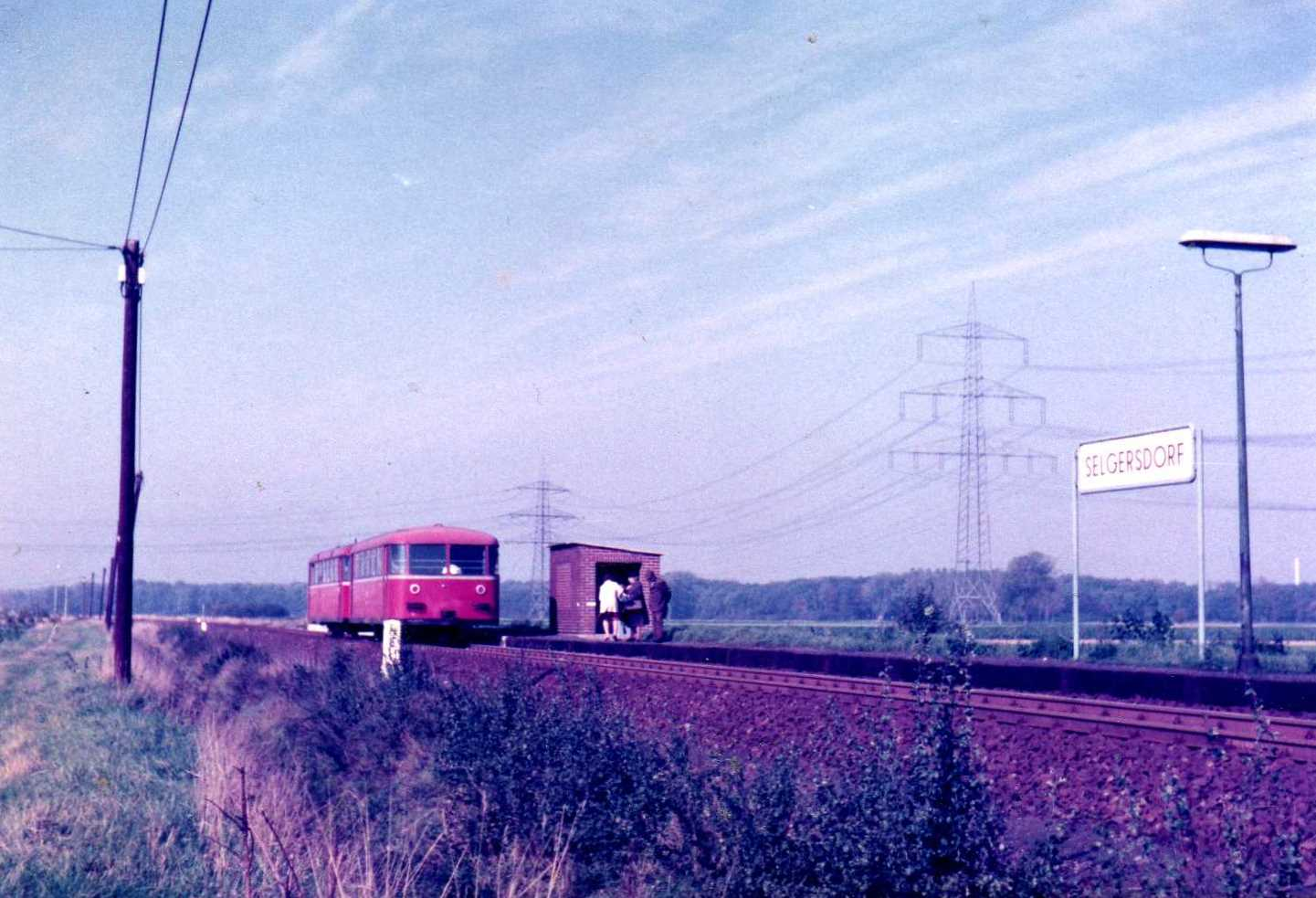
Schienenbus BR 795 verlässt den Hp Selgersdorf (1976) – unter dem Wagenkasten ist der neue helle Beton-Teil des Bahnsteigs zu erkennen

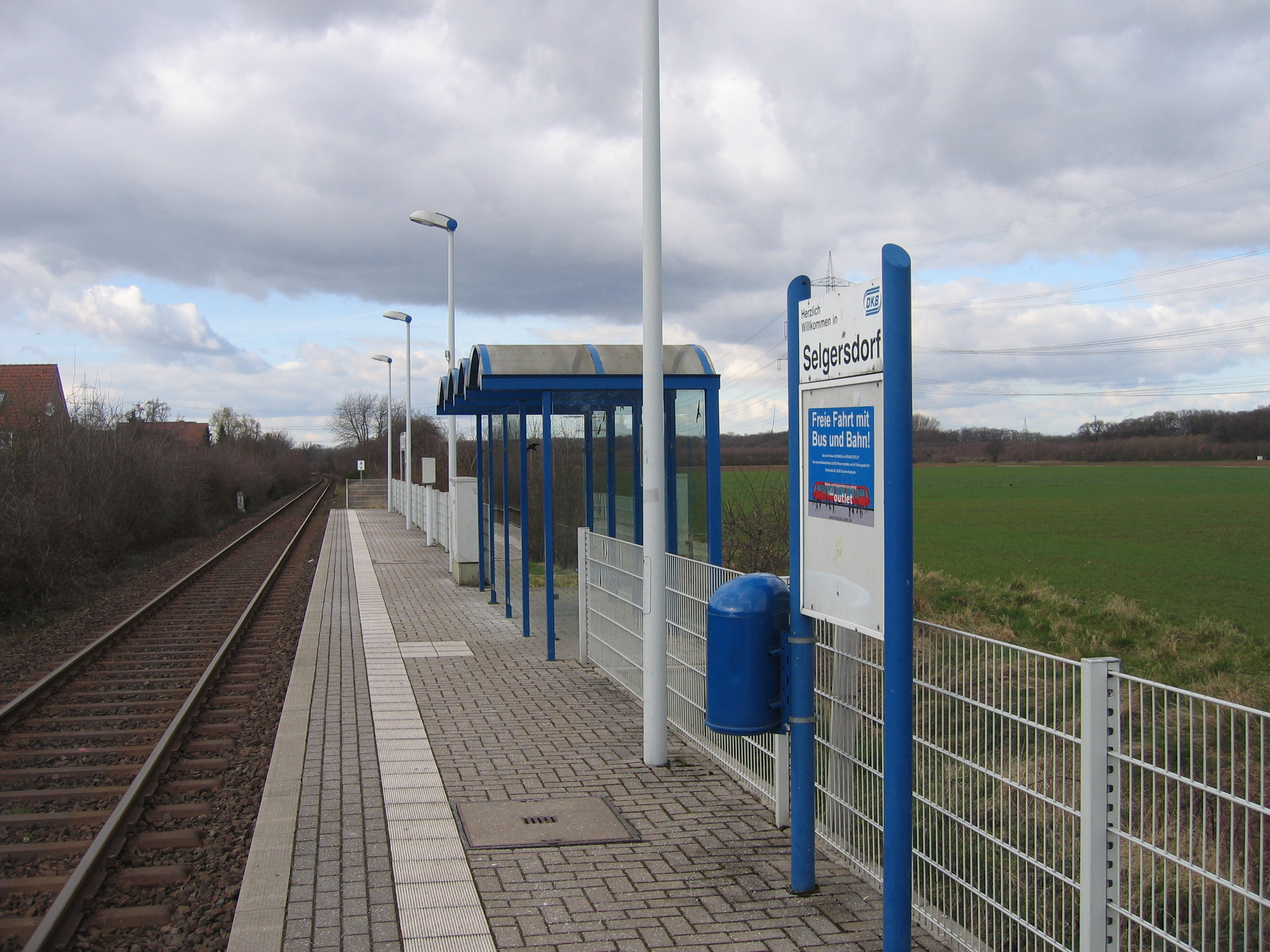
Rurtalbahn-Haltepunkt in Selgersdorf (2008)

Der Ort Selgersdorf erhielt, obwohl nahe an der Bahn gelegen, erst 1956 einen eigenen Haltepunkt Jülich-Selgersdorf. Er befindet sich am östlichen Ortsrand von Selgersdorf am Fußgänger-Bahnübergang des Daubenrather Kirchwegs beim Streckenkilometer 4,5. Die Bundesbahn errichtete einen einfachen Schotterbahnsteig und einen kleinen, aus Backsteinen gemauerten und anfangs mit Fenstern versehenen Warteraum als Unterstand. Die aus alten Holzschwellen bestehende Bahnsteigkante war nur etwa 50 Meter lang, so dass der neue Haltepunkt zunächst nur von den kurzen Schienenbussen bedient wurde, Dampfzüge fuhren ohne Halt durch.
Nach einigen Jahren wurden die Fenster des Häuschens jedoch zugemauert, außerdem wurde die Bahnsteigkante mit Betonelementen auf 98 Meter verlängert, so dass auch Akkutriebwagen-Verbände aus vier gekuppelten Fahrzeugen halten konnten, welche als Ersatz für längere Berufsverkehrs-Dampfzüge eingesetzt wurden. Zwischen Bahnsteig und dem Bahnübergang, der zum Dorf führt, waren rund 50 Meter Fußweg entlang des Gleises zu überwinden. Grund dafür war, dass die Einschaltstrecke des nächsten Bahnübergangs in Richtung Düren (Straße nach Hambach) lang genug sein musste. Züge in Richtung Düren, die in Selgersdorf hielten, durften auf den 300 Metern zwischen Einschaltkontakt (am südlichen Bahnsteigende) und Hambacher Weg nur 30 km/h fahren.
Nach der Übernahme durch die DKB wurde die Aktivierung des Straßen-Bahnübergangs an moderne Standards angepasst, so dass der Fußweg entfallen und im Sommer 1995 an seiner Stelle ein neuer gepflasterter Bahnsteig unmittelbar neben dem Daubenrather Kirchweg entstehen konnte. Gleichzeitig wurde das alte, oft als Urinal missbrauchte Backsteinhäuschen abgerissen, so dass sich der Haltepunkt heute mit Glas-Unterstand und Fahrradstellplätzen in der blauen Standardausstattung der Rurtalbahn präsentiert.

### Bahnhof Krauthausen

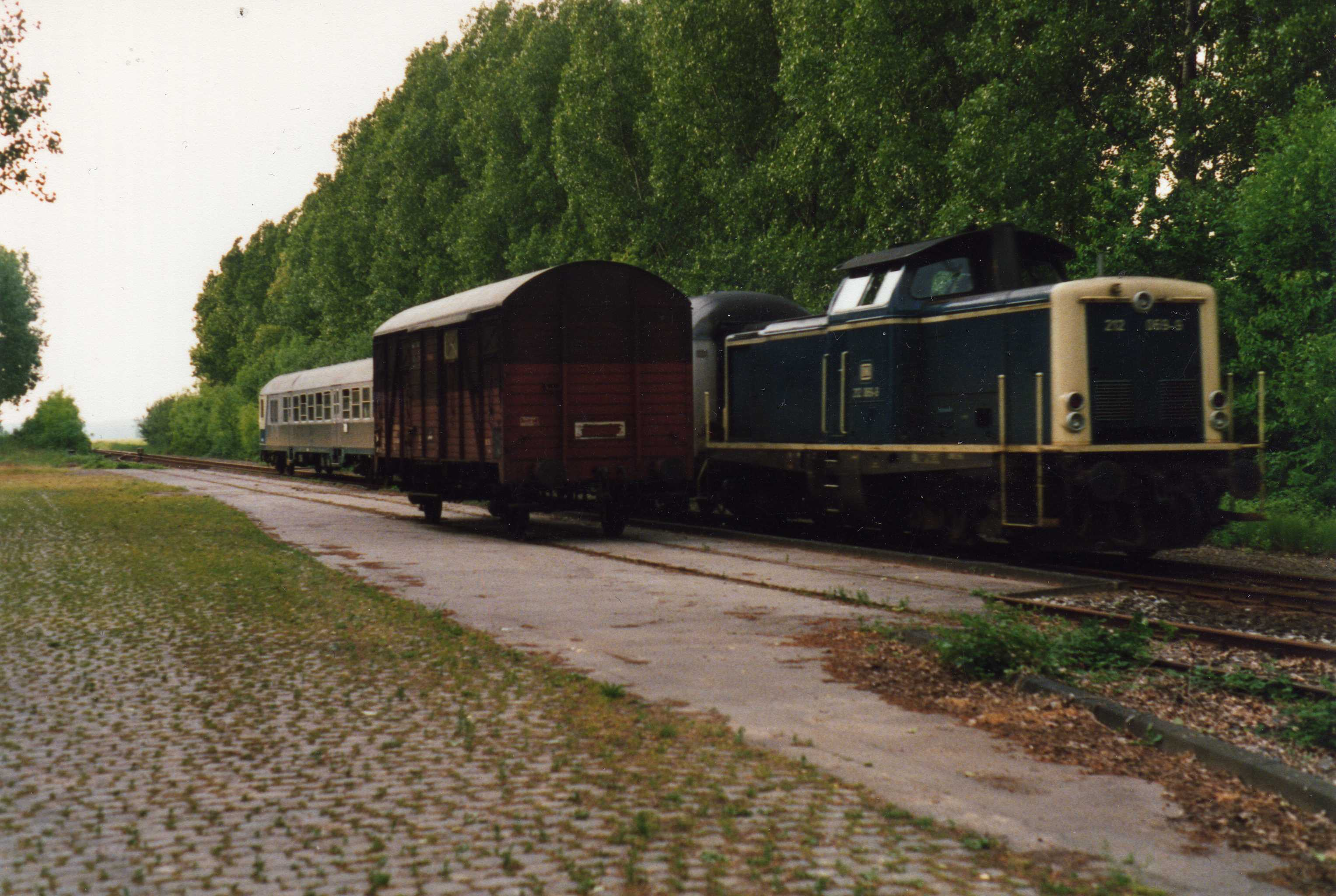
Bahnhof Krauthausen (Mai 1988), links ein Waggon aus Kulmbach

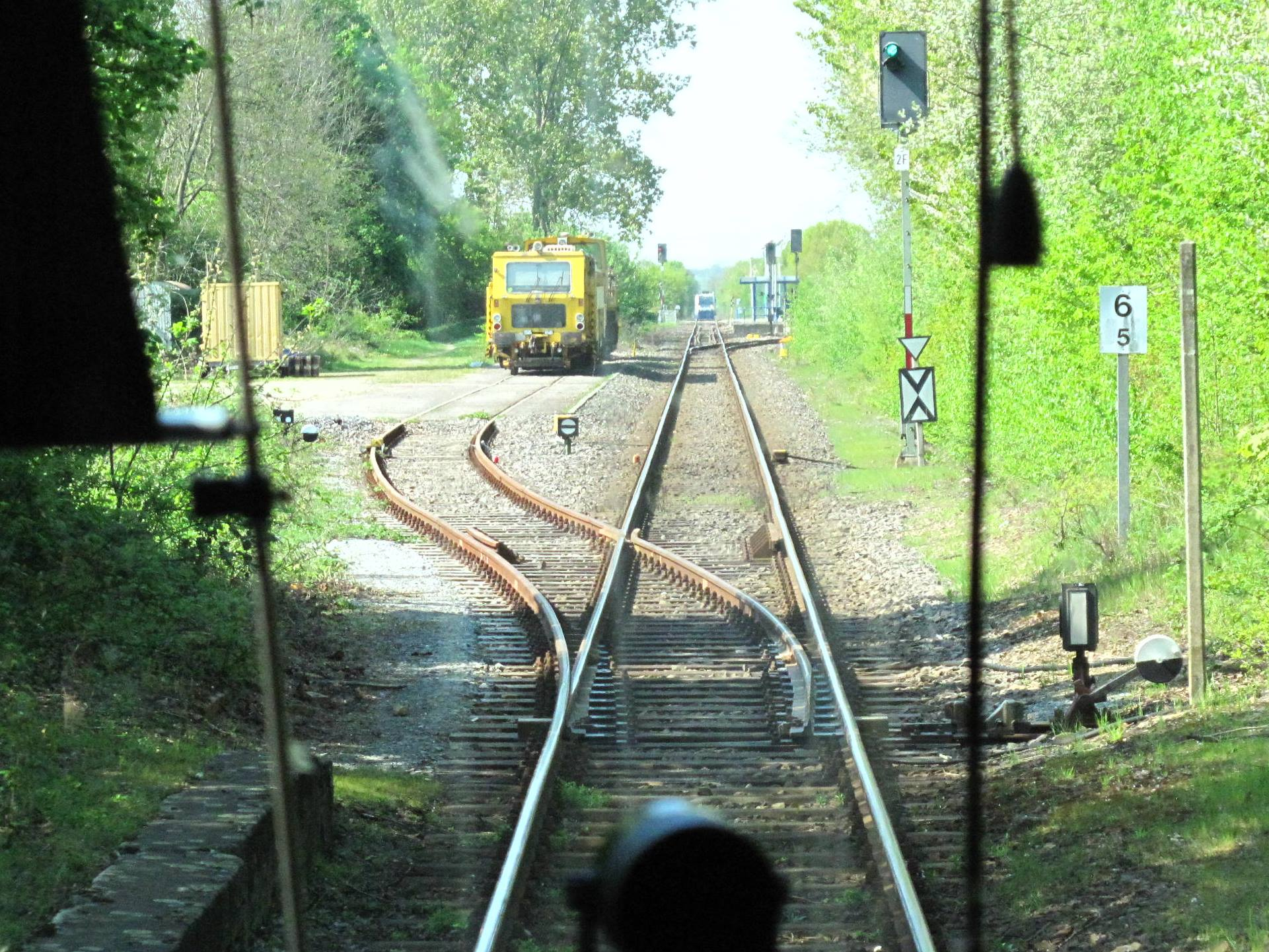
Einfahrt in den Bahnhof Krauthausen (April 2011), aus dem Zug in Richtung Jülich fotografiert: links eine Gleisbaumaschine, im Hintergrund kommt der Zug nach Düren entgegen. Ganz links der alte Bahnsteig.

Seit 1996 liegt der Bahnhof Krauthausen am Streckenkilometer 6,2 und erlaubt Begegnungen entgegenkommender Züge. Vorläufer war der etwa 300 Meter weiter südlich gelegene und 1873 eröffnete Bahnhof Niederzier-Krauthausen mit einer Güterabfertigung, einem Empfangsgebäude mit Warteraum, sowie einer Gastwirtschaft. Der Bahnhof wurde unter dem Namen Krauthausen eröffnet, Mitte der 1930er Jahre in Jülich-Krauthausen umbenannt und erhielt 1982 den Namen Niederzier-Krauthausen. Im gleichen Jahr wurde das baufällige und noch von Kriegsbeschuss gezeichnete Empfangsgebäude abgerissen, weil eine Renovierung nicht mehr rentabel war.
Regelmäßiger lokaler Güterverkehr bestand noch bis 1988, bis zuletzt für eine örtliche Getränkegroßhandlung. Das Ladegleis blieb jedoch erhalten und dient gelegentlich dem Umladen von Großtransformatoren zum nahen Umspannwerk sowie zum Abstellen von Baumaschinen und Aufgleisen von 2-Wege-Baggern. Der Bahnhof hatte ursprünglich zwei Bahnsteige nördlich der Pierer Straße, ab 1967 wegen des seinerzeit eingerichteten zuggesteuerten Bahnübergangs je einen nördlich und südlich der Straße. Diese existieren heute noch, werden aber seit dem 1996 erfolgten Neubau des Bahnhofs Krauthausen (Nord) mit Mittelbahnsteig nicht mehr genutzt.

### Haltepunkt Selhausen
Der Ort Selhausen hat seit der Übernahme durch die DKB 1993 einen eigenen, neu errichteten Haltepunkt an der Bahnstrecke Jülich–Düren. Der Haltepunkt war zuerst nur ein Holzprovisorium, 1995 erhielt er die für die Rurtalbahn typische Standardausstattung. Die Strecke läuft am östlichen Ortsrand Selhausens vorbei, um den an der Dorfstraße gelegenen Haltepunkt am Streckenkilometer 8,0 zu erreichen.

### Bahnhof Huchem-Stammeln

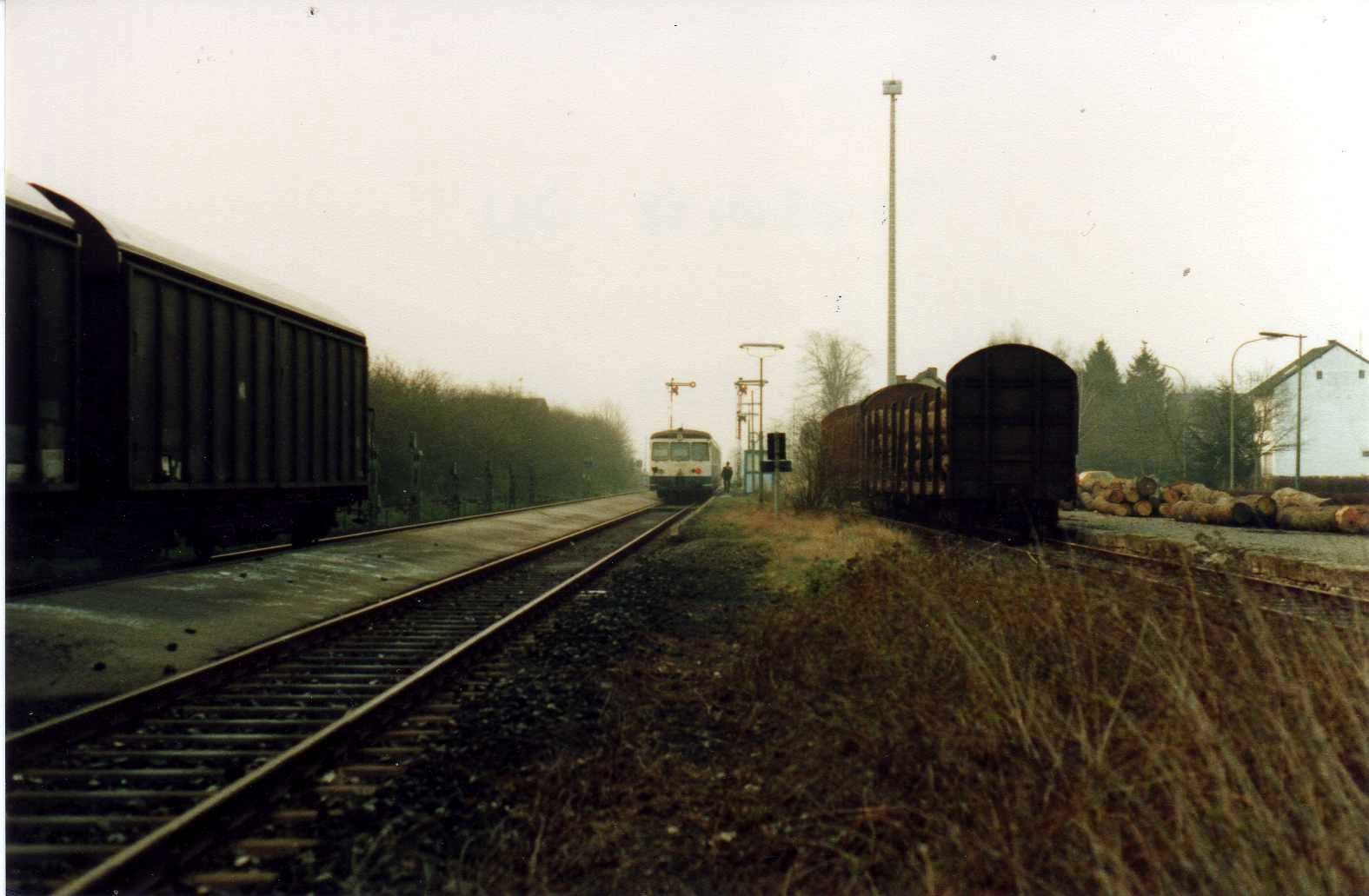
Bahnhof Huchem-Stammeln (1988): links Güterzug nach Jülich, in der Mitte Akkutriebwagen nach Düren, rechts zwei Güterwagen aus Frankreich

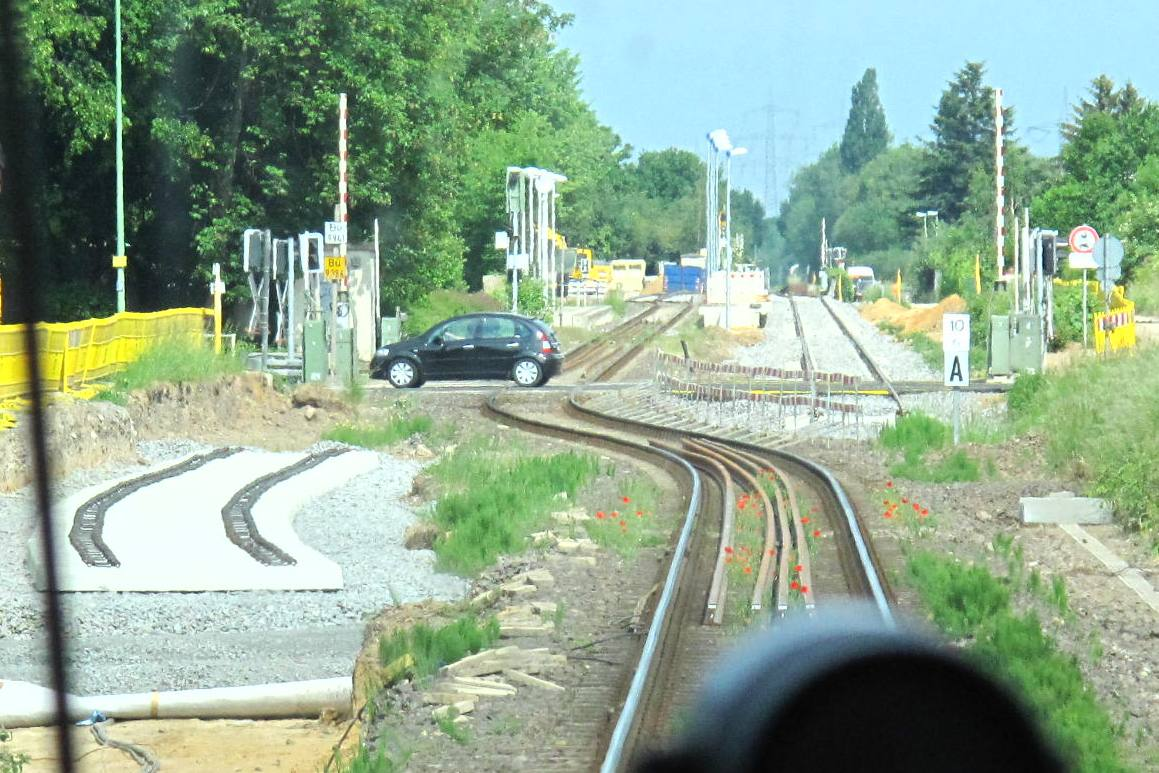
Huchem-Stammeln (2011): Ausbau der Rurtalbahn-Station zum Kreuzungsbahnhof

Der gegen Ende des 19. Jahrhunderts eröffnete Bahnhof Huchem-Stammeln liegt an Streckenkilometer 9,8 der Strecke. Zeitweise besaß er ein Umfahrgleis mit Mittelbahnsteig und ein Ladegleis sowie ein Empfangsgebäude. Örtlicher Güterverkehr bestand auch hier bis 1988, letzter Kunde war eine holzverarbeitende Fabrik im Ort, die Baumstämme und andere Holzprodukte per Bahn geliefert bekam.
Das Empfangsgebäude wurde nach der Übernahme durch die DKB in den 1990er Jahren abgerissen und durch einen Bahn-Bus-Verknüpfungspunkt ersetzt, der seitdem von der neu eingerichteten Buslinie 236 angefahren wird. Nachdem die Rurtalbahn das zweite Gleis in Huchem-Stammeln bereits seit Jahren nicht mehr genutzt hatte, wurde der Bahnhof Ende Oktober 2004 zu einem Haltepunkt mit nur einem Gleis zurückgebaut. 2011 wurde Huchem-Stammeln wieder zu einem zweigleisigen Bahnhof ausgebaut, um höhere Pünktlichkeit und sicherere Anschlüsse an die Strecke Köln – Aachen gewährleisten zu können.

### Überführung über die Bundesautobahn 4

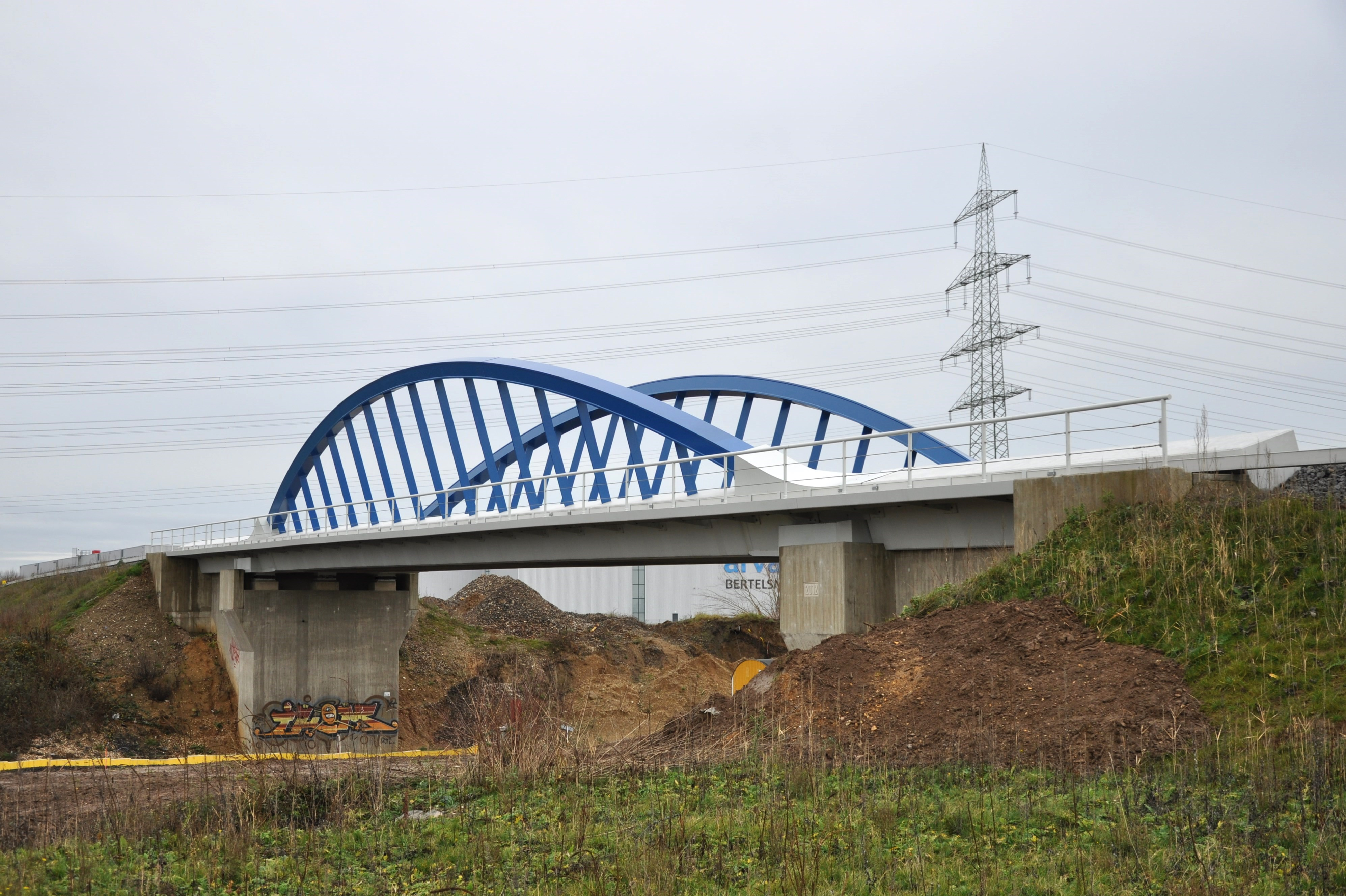
Überführung über die A4

Zwischen den Haltepunkten Huchem-Stammeln und Düren Im Großen Tal überquert die Bahnstrecke Jülich–Düren die Bundesautobahn 4. Aufgrund der Verbreiterung der Autobahn auf sechs Fahrspuren musste ein Neubau errichtet werden, der im Mai 2013 in Betrieb genommen wurde. Diese neue Brücke hat eine Gesamtlänge von 59,5 Metern und eine Spannweite von 38,8 Metern. Durch das Lichtraumprofil der Autobahn und die maximal zulässige Gradiente der Bahnstrecke zwischen den beiden benachbarten Haltepunkten war die Konstruktionshöhe der Brücke auf 50 cm beschränkt. Zudem sollte auf einen Mittelpfeiler verzichtet und ein erweitertes Lichtraumprofil der Strecke für Sendungen mit Lademaßüberschreitung erhalten werden. Die Brücke ist daher eine Spannbetonkonstruktion mit zwei um 17° nach außen geneigten Bögen aus Stahl, deren Pfeilhöhe 4,78 Meter beträgt. Die Bögen wurden im Januar 2012 installiert; die alte Brücke wurde im Juni 2013 abgerissen.

### Haltepunkt Düren Im Großen Tal

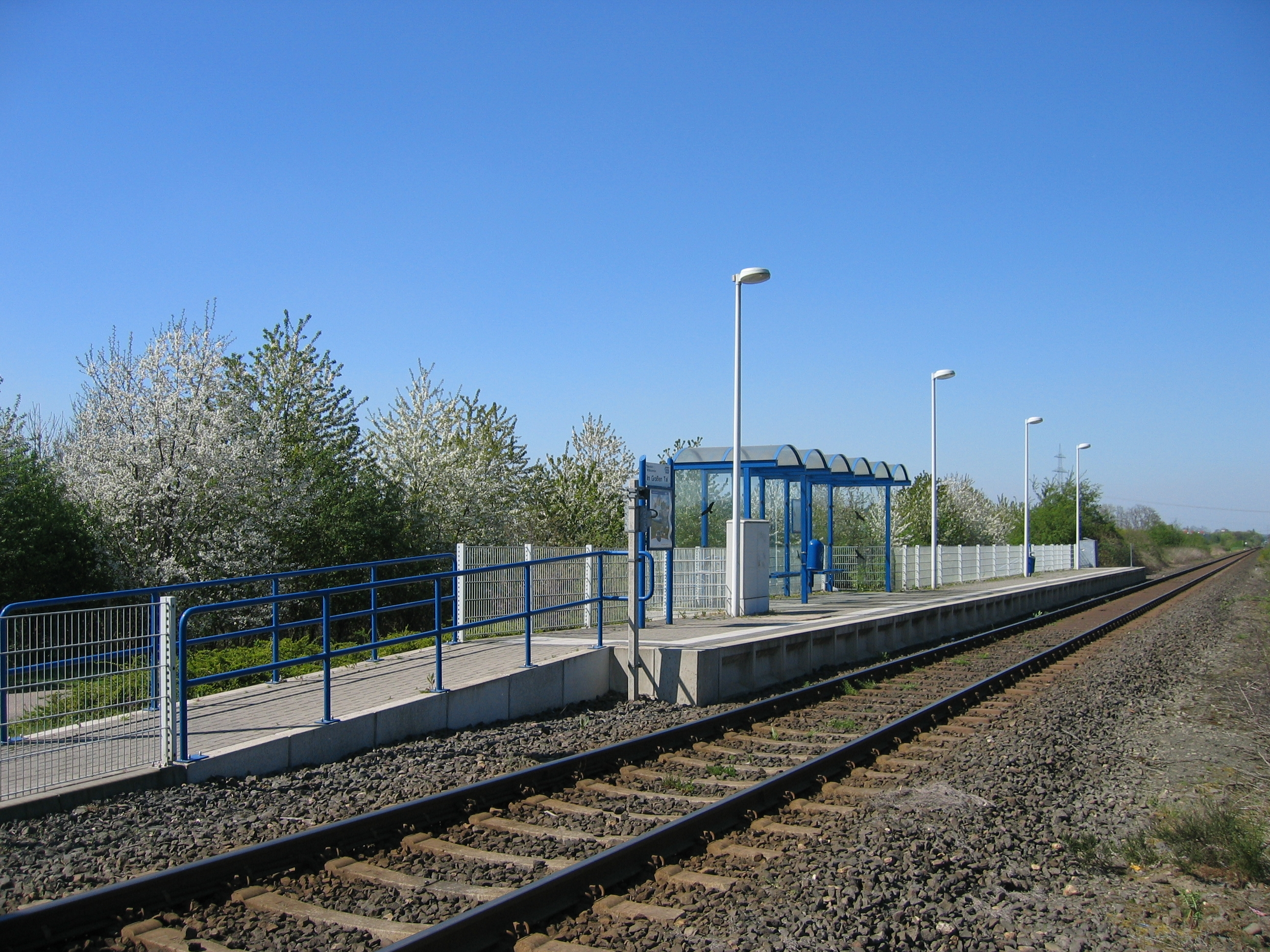
Haltepunkt Im großen Tal

Seit November 2000 gibt es den Haltepunkt im Gewerbegebiet Im großen Tal, welches zum Dürener Stadtteil Birkesdorf gehört. Die Bahnstrecke passiert das Gewerbegebiet an dessen östlichem Rand. Der Haltepunkt liegt am Streckenkilometer 12,4 vor dem Bahnübergang mit der Thomas-Mann-Straße und wurde genau an der Stelle des früheren Haltepunkts Arnoldsweiler errichtet. Dieser war 1948 in Betrieb gegangen und 1965 von der Bundesbahn aufgegeben worden, nachdem zunächst fast alle, doch schon seit 1951 nur noch 1–2 Zugpaare pro Werktag dort gehalten hatten. Die von 1951 an haltenden Züge waren auf in Jülich arbeitende Pendler ausgerichtet, denn wer von dem mehrere Hundert Meter entfernten Arnoldsweiler nach Düren wollte, benutzte zweckmäßigerweise die mitten im Ort haltende Postbuslinie Jülich – Düren über Niederzier, die schon vor dem Krieg werktags 5 Fahrtenpaare nach Düren (und 3 nach Jülich) bot und sich 1950/51 bereits auf 10 Fahrtenpaare nach Düren (und 4 nach Jülich) gesteigert hatte. 1952 richtete zudem die Dürener Kreisbahn eine Omnibuslinie Düren – Arnoldsweiler – Morschenich – Buir ein, was die geringe Bedienung des neuen Haltepunkts durch die Bundesbahn erklärt. Auch das heutige Gewerbegebiet auf der anderen Seite der Bahn entstand erst seit den 1980ern.

### Bahnhof Düren

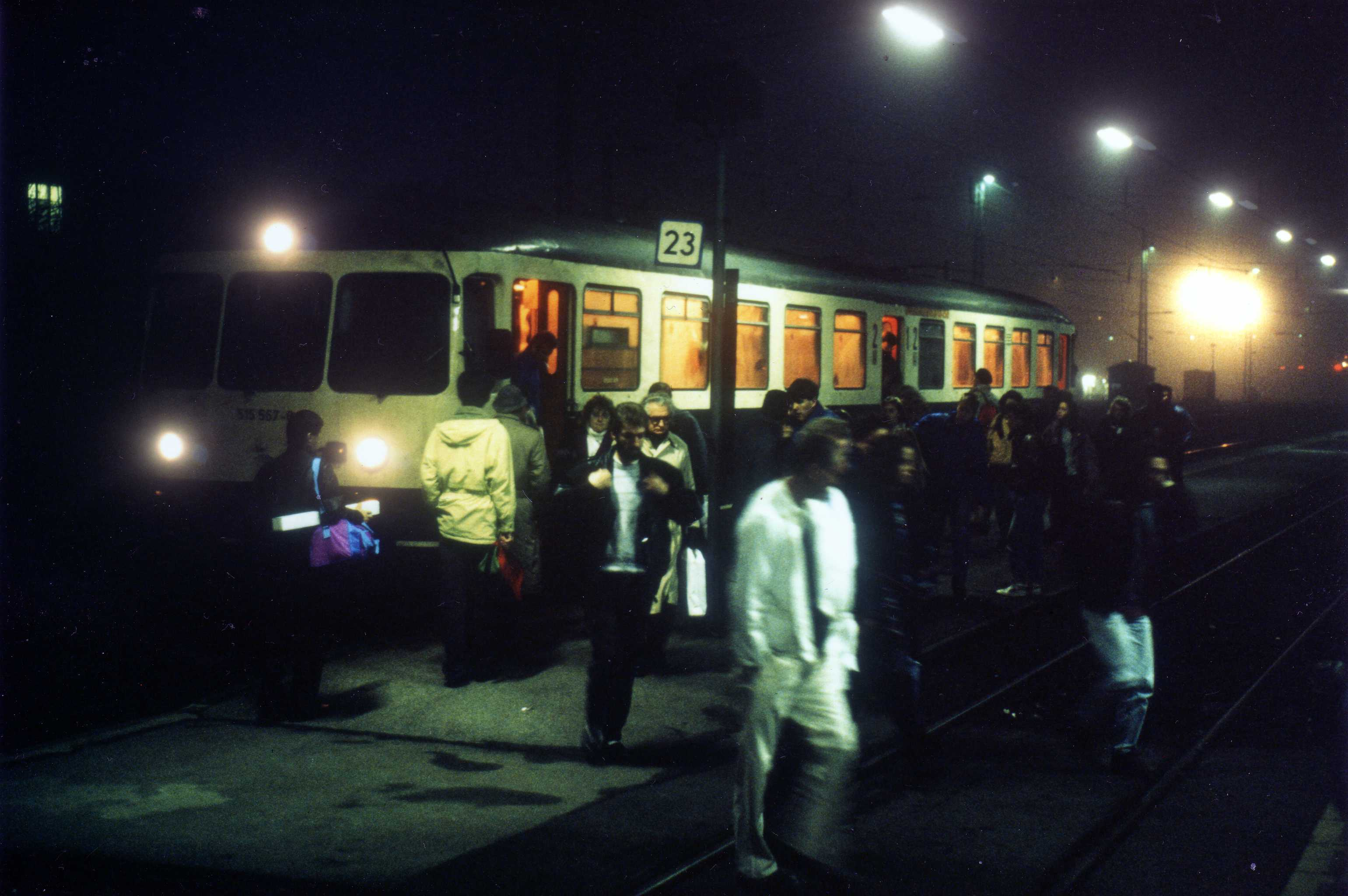
Düren 1991: 60 Fahrgäste (größtenteils Berufspendler, kaum Schüler) entsteigen dem 7.30-Uhr-Zug aus Jülich. In den letzten Jahren des DB-Betriebs war dieser Zug der einzige, der durchschnittlich mit mehr als 50 Reisenden besetzt war.

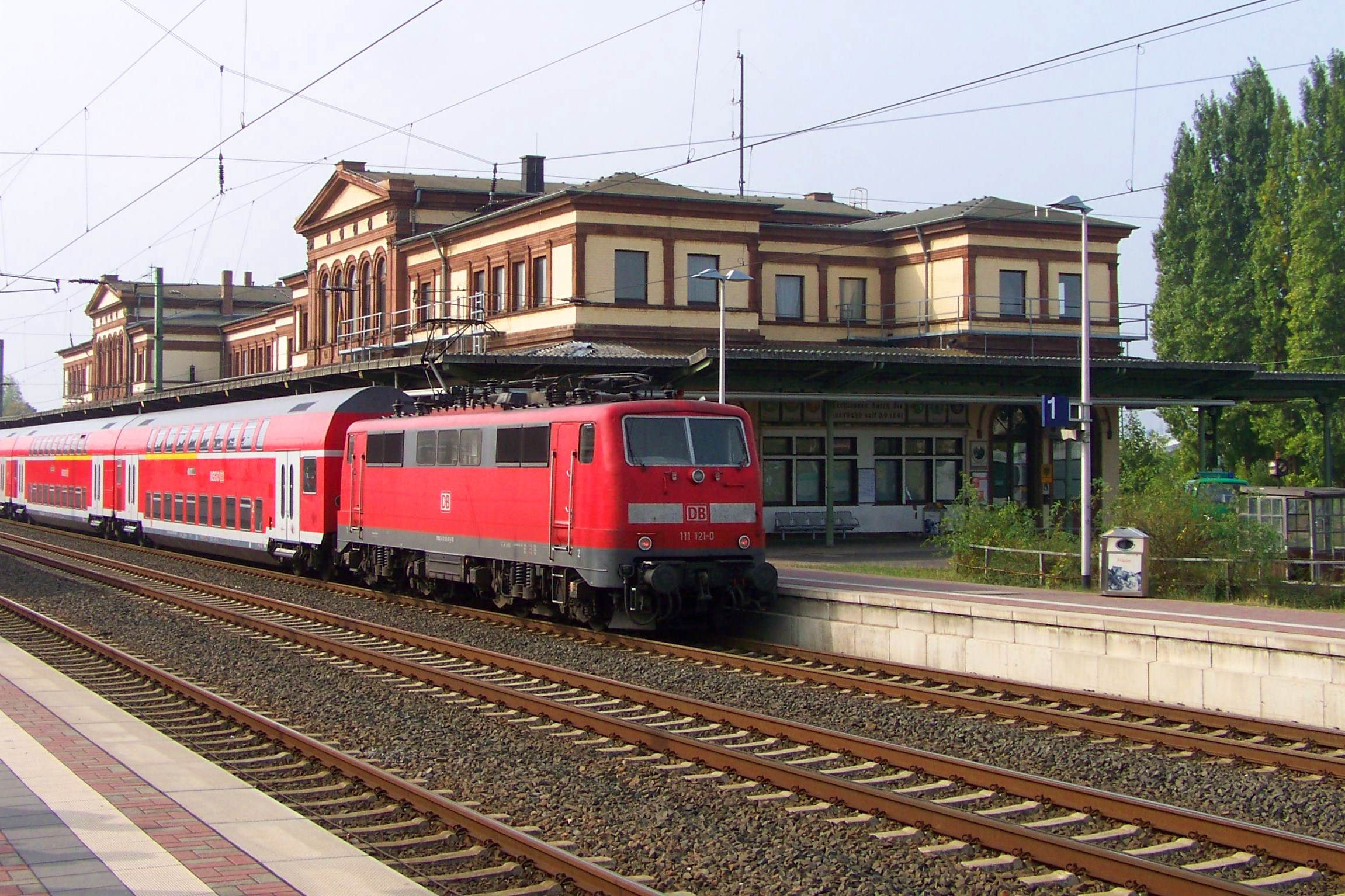
Regionalexpress im Bahnhof Düren (2009)

Über die Bahnstrecke Köln – Aachen ist Düren mit seinem Bahnhof seit dem 6. September 1841 an das Eisenbahnnetz angeschlossen. Zwischenzeitlich lag der Inselbahnhof Düren an fünf Bahnstrecken: Neben der Hauptstrecke in Richtung Aachen und Köln und den Nebenstrecken nach Jülich und Heimbach existiert noch die Bördebahn in Richtung Euskirchen. Vom benachbarten Abzweig am Bahnhof Düren verläuft auch die Zufahrt zur Werkstatt der Rurtalbahn in Distelrath. Die frühere Strecke in Richtung Neuss über Elsdorf wurde 1995 wegen des Tagebaus Hambach stillgelegt und abgebaut. Die Personenzüge von und nach Jülich konnten in Düren nur in die Gleise 21, 22 und 23 ein- beziehungsweise ausfahren.
Im Zuge des Ausbaus der Strecke Köln–Aachen für den Hochgeschwindigkeits- und S-Bahn-Verkehr wurde der Bahnhof Düren Anfang der 2000er Jahre stark umgebaut. Eine direkte Durchfahrt von Jülich nach Heimbach ist in Düren seit dem Umbau nicht mehr möglich, da die Gleise auf der nördlichen Verbindungsbrücke zu den Strecken nach Aachen und Heimbach abgebaut wurden. Züge aus Jülich fahren auf der Nordseite des Bahnhofs am einzigen für Personenzüge noch nutzbaren Gleis 23 ein und aus. Die restlichen befahrbaren Gleise im Bahnhof Düren Nord, welcher mittlerweile im Besitz der Rurtalbahn ist und weiterhin über das alte SpDrS60-Stellwerk Dnf gesteuert wird, sind Gütergleise. Diese sind nur in Richtung Köln und Euskirchen an die anderen Strecken angebunden. Im Zuge des Umbaus wurde in diesem Teil auch die Oberleitung entfernt. Der südliche Teil des Bahnhofs ist weiterhin im Besitz der Deutschen Bahn und wird durch ein Elektronisches Stellwerk gesteuert. Heute ist der Dürener Bahnhof betrieblicher Mittelpunkt der Rurtalbahn, nachdem sie zum 1. April 2000 den Güterumschlag von der DB Cargo übernommen hat. Aufgrund der früher größeren Bedeutung Dürens für die Eisenbahn bestand lange Zeit am östlichen Ende des Bahnhofs das Bahnbetriebswerk Düren, das im Jahr 1986 geschlossen und abgerissen wurde.
Früher konnte am Dürener Bahnhof in die Straßenbahnen der DKB und der Dürener Eisenbahn (DEAG) umgestiegen werden. Die DKB-Straßenbahnstrecke zum Bahnhof wurde nach dem Krieg nicht wiederaufgebaut, die meterspurige DEAG-Strecke in nordwestlicher Richtung nach Birkesdorf und Inden wurde 1965 stillgelegt.

## Betrieb
Die Strecke wird im Schienenpersonennahverkehr täglich im Stundentakt von der Linie RB 21 (Rurtalbahn) genutzt, und zwar durch Züge von Düren über Jülich nach Linnich (wochentags tagsüber bis Jülich Nord im Halbstundentakt).
| Linie | Linienverlauf | Takt                                                                                  |
| ----- | --- | ------------------------------------------------------------------------------------- |
| RB 21 | Rurtalbahn: Linnich, SIG Combibloc – Tetz – Broich – Jülich An den Aspen – Jülich Nord – Jülich – Forschungszentrum – Selgersdorf – Krauthausen – Selhausen – Huchem-Stammeln – Im Großen Tal – Düren Stand: März 2022 | 30 min (HVZ) / 60 min (Linnich–Jülich Nord) 30 min / 60 min (SVZ) (Jülich Nord–Düren) |

Güterverkehr besteht seit 2004 in erheblichem Umfang zur Belieferung des hauseigenen Kohlekraftwerks der Zuckerfabrik. Während der Rübenkampagne im Herbst sowie während der sogenannten Eindickphase im Frühjahr verkehren täglich Züge der Rurtalbahn mit etwa 15 Wagen Braunkohle aus den nahe gelegenen Tagebauen der Rheinbraun. Außerdem führt die DB noch schwachen Güterverkehr zur Bundeswehr sowie sehr selten zum Forschungszentrum durch.